# Берёза
Берёза (лат. Bétula) — род листопадных деревьев и кустарников семейства Берёзовые (лат. Betulaceae). Берёза широко распространена в Северном полушарии. На территории России принадлежит к числу наиболее распространённых древесных пород. Многие виды берёзы — широко распространённые и важнейшие лесообразующие породы, в значительной мере определяющие облик и видовой состав лиственных лесов.
Включает в себя около 120 видов, которые по занимаемой площади уступают только лиственнице и сосне. Более 40 видов произрастает в лесах России и около 30 интродуцированы в дендрариях и ботанических садах. Являясь одной из пород лесообразователей, она относится к ценным лиственным породам, и находит широкое применение в качестве сырья для разных отраслей промышленности. Кроме древесины у берёзы применяются почти все части растения: береста, кора, ветки, почки, листья, сок. Береста издавна идет на изготовление посуды и художественных изделий. Берёзовые почки и листья широко используются в фитотерапии как лечебные средства.
История берёз насчитывает десятки миллионов лет. Самые старые окаменелости, обнаруженные в штате Вашингтон, США, датируются ипрским ярусом эоцена (около 49 млн лет назад), и принадлежат к вымершему виду Betula leopoldae.
Дохристианская символика, связанная с берёзой, известна у многих народов, проживавших в регионах распространения этого растения. В частности у скандинавов и славян.

## Название
Принятое в настоящее время научное название betula было опубликовано шведским естествоиспытателем Карлом Линнеем в двухтомном научном исследовании «Виды растений» (лат. Species plantarum) 1753 года.
Латинское наименование заимствовано из галльского языка, от кельтского названия дерева betu. По другой версии, название произошло от слова «смола» (лат. bitumen). Согласно римскому писателю и философу Плинию, получением берёзовой смолы занимались галлы. Третья версия основывается на действии «бить» и «сечь» (лат. Batula).
Русское название в форме «береза» встречается в летописях начиная с XIV века. Восходит к праславянскому слову *bȅrza с тем же значением, которое в свою очередь вероятно восходит к слову *bher — «светлый», «ясный». От него же происходят названия на других славянских языках: укр. бере́за, бел. бяро́за, пол. brzoza, чеш. bříza, словац. breza, в.-луж. brěza, н.-луж. brjaza, болг. бреза́, словен. brė́za. Среди неславянских индоевропейских языков родственно прусск. berse, лит. béržas, латыш. bērzs.

## Классификация

### Таксономическое положение
Betula L., 1753, Sp. Pl. [Linnaeus] 2: 982.
Таксономия берёз неоднократно пересматривалась ввиду изменчивости фенотипических признаков и широко распространённой гибридизации, затрудняющей идентификацию видов.
Первые монографии по видам берёз были написаны в 1843 году ботаниками Эдуардом Шпаком, и в 1861–1865 годах Эдуардом Регелем. Классификация в основном основывалась на вегетативных признаках растений, таких как размер и форма листьев, окраска ствола и форма ветвей. Большой вклад в изучение и разработку систематики рода, в частности касающихся видов, произрастающих в Сибири и на Дальнем Востоке, внес дендролог Михаил Шемберг. Одну из наиболее проработанных классификаций предложил в 2002 году академик РАЕН Алексей Скворцов. Его подход объединил информацию из научных публикаций с тщательным анализом множества морфологических признаков, таких как листья, кора, сережки и семена. Кроме того, в основу легли описания образцов из ботанических садов и природных популяций, а также данные об их ареалах.
Систематическое положение многих представителей этого рода уточняется и в настоящее время. Для определения взаимоотношений между видами используются различные методы: классический анализ морфологии, анализ числа хромосом и молекулярно-генетические.
|  |                                      |  |                                   |                                   |                     |  | ещё 6 семейств |             |             |                                                                        |
|  |                                      |  |                                   |                                   |                     |  |                |             |             | около 120 видов, более 40 из которых произрастают на территории России |
|  |                                      |  |                                   | порядок Букоцветные               |                     |  |                |             | род Берёза  |                                                                        |
|  |                                      |  |                                   | порядок Букоцветные               |                     |  |                |             | род Берёза  |                                                                        |
|  | отдел Цветковые, или Покрытосеменные |  |                                   |                                   | семейство Берёзовые |  |                |             |             |                                                                        |
|  | отдел Цветковые, или Покрытосеменные |  |                                   |                                   |                     |  |                |             |             |                                                                        |
|  |                                      |  | ещё 63 порядка цветковых растений | ещё 63 порядка цветковых растений |                     |  |                | ещё 5 родов | ещё 5 родов |                                                                        |
|  |                                      |  |                                   | ещё 63 порядка цветковых растений |                     |  |                |             | ещё 5 родов |                                                                        |

### Синонимы
В ботанической литературе для берёзы известны следующие гетеротипные синонимы:
- Betulaster Spach, Ann. Sci. Nat., Bot., sér. 2[исп.], 15: 198, 1841;
- Apterocaryon Opiz,  Lotos 5: 259, 1855;
- Chamaebetula Opiz,  Lotos 5: 258, 1855.

### Виды берёз

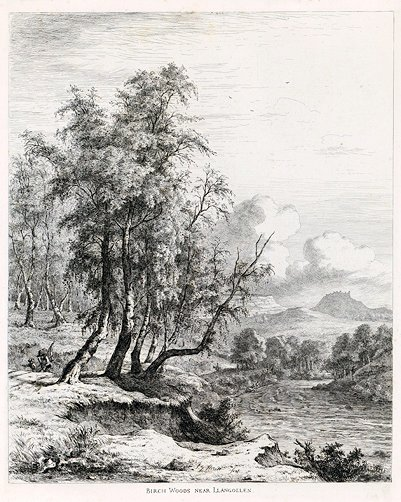
Гравюра с изображением берёз возле Лланголлена (Уэльс), Джордж Стратт, XVIII в.

Берёза является самым крупным и таксономически сложным родом в семействе берёзовых. По оценке академика РАН Игоря Коропачинского, род включает в себя 120 видов, многие из которых имеют гибридное происхождение.
Наиболее распространенный вид в Евразии, в том числе и России – берёза белая (лат. Betula alba, nom. rej.), позднее разделённая на два отдельных вида:
- берёза повислая (лат. Bétula péndula);
- берёза пушистая (лат. Bétula pubéscens)typus.

В Северной Америке произрастают в основном:
- берёза бумажная (лат. Bétula papyrifera);
- берёза жёлтая (лат. Bétula alleghaniensis).

Некоторые другие виды:
- берёза Эрмана (лат. Bétula ermanii) — Камчатка, Курильские острова, Хоккайдо;
- берёза полезная (лат. Bétula utilis) — Гималаи;
- берёза Шмидта (лат. Bétula schmidtii) — Приморье;
- берёза вишнёвая (лат. Bétula lénta) — Северная Америка;
- берёза карельская (лат. Bétula carelica) — Карелия.

## Ботаническое описание

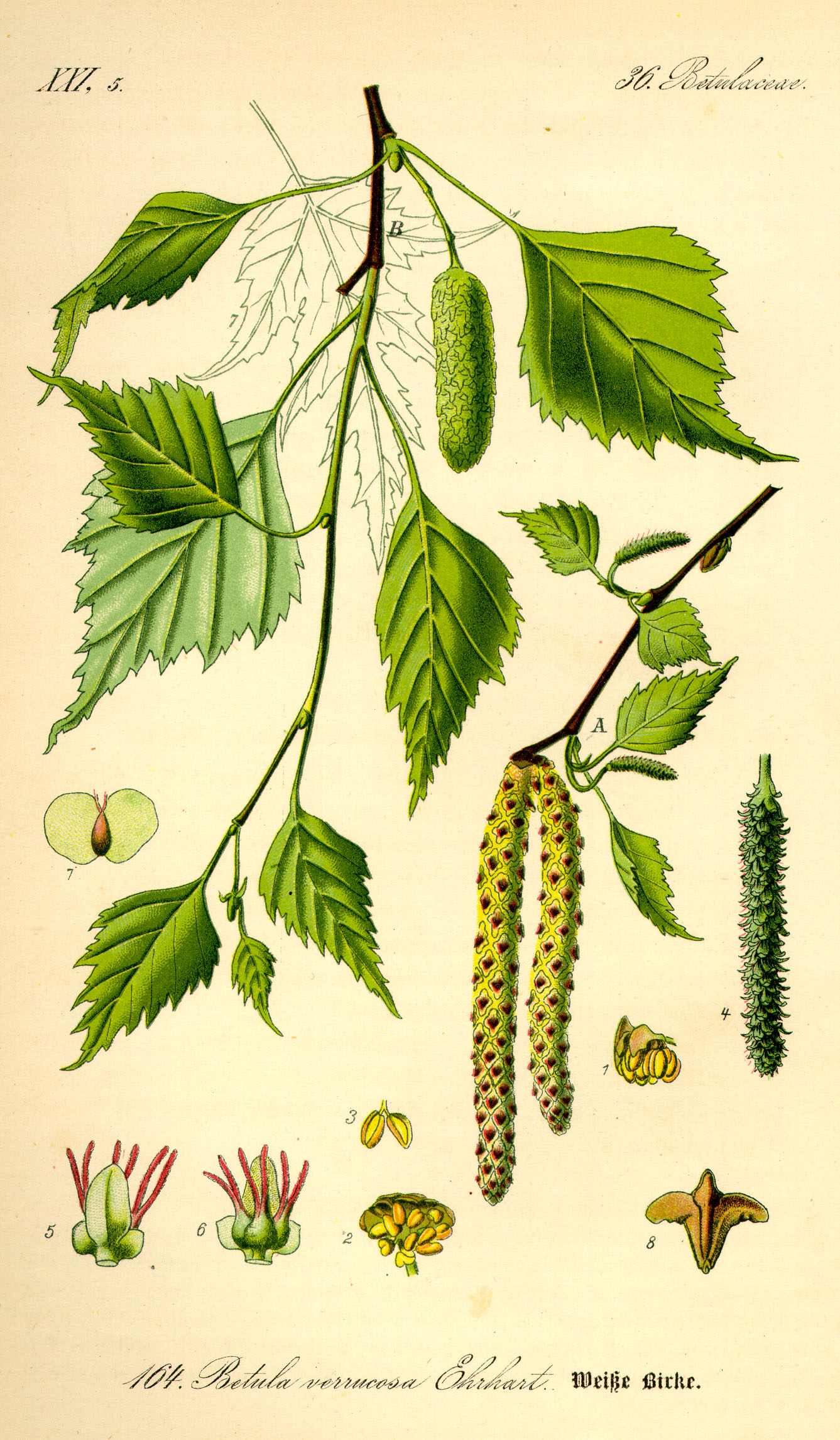
Ботаническая иллюстрация вегетативных частей берёзы повислой, Вильгельм Томе, 1885 год

Формула цветка: {\displaystyle \ast P_{(2)}\;A_{2+2}\;G_{0}} и {\displaystyle \ast P_{0}\;A_{0}\;G_{({\underline {2}})}}. 
Большинство видов берёз — деревья высотой до 0,5 до 25 м, с обхватом ствола до 120—150 см, некоторые виды — кустарники от крупных до мелких, вплоть до стелющихся, едва приподнимающихся над землёй. Все представители рода — однодомные раздельнополые ветроопыляемые растения. 
Кора молодых деревьев имеет бурый или коричневато-фиолетовый оттенок, у взрослых гладкая и белая, у старых чёрно-серая, имеющая глубокие трещины. 
Корневая система берёз мощная, в зависимости от вида и условий произрастания либо поверхностная, либо, что чаще, уходит косо вглубь.
Листья берёз цельные, по краю зубчатые, яйцевидно-ромбические или треугольно-яйцевидные, моносимметричные, с широким клиновидным основанием или почти усечённые, гладкие, до 7 см длиной и 4 см шириной, перед опаданием желтеют. Молодые листья клейкие. Жилкование листовой пластинки совершенное перисто-нервное (перисто-краебежное): боковые жилки оканчиваются в зубцах. 
Соцветия серёжковидные или шишковидные тирсы, мужские и женские расположены на одних и тех же растениях. По внешнему виду они хорошо различаются. Мужские — длинные, серёжковидные, во время цветения висячие. Женские — короткие, прямостоячие, шишковидные или висячие. Цветки однополые, мелкие, правильные. Околоцветник невзрачный, простой, число его долей обычно 4. Иногда может отсутствовать. В мужских цветках чаще 2 или 4 тычинки. Гинецей образован двумя срастающимися плодолистиками, в нижней части двугнёздный, в верхней одногнёздный. В каждом гнезде имеется по одному анатропному семязачатку. Рыльца длинные, выставляющиеся, нередко ярко окрашенные. 
Мужские цветки появляются ещё летом на вершинах удлинённых побегов, обычно по 2—3; сначала они стоячие и зелёного цвета, затем постепенно буреют. Их длина 2—4 см. Мужские серёжки состоят из многочисленных сросшихся с центральным цветочным стержнем щитовидных стебельчатых покровных чешуек, расширенных к вершине, снабжённых снизу двумя меньшими чешуйками и содержащих с внутренней стороны три цветка. Снаружи вся серёжка покрыта непроницаемым для влаги смолистым веществом. В таком виде серёжки зимуют. Весной, в марте — мае (в зависимости от климата) стержень мужской серёжки удлиняется, вследствие чего окружающие цветок чешуйки раскрываются, и между ними становятся заметными жёлтые тычинки, обильно выделяющие цветочную пыльцу. В это время серёжки, стоявшие раньше прямо, сначала наклоняются, а затем и вовсе повисают. Одновременно с зацветанием мужских серёжек распускаются листовые почки и женские серёжки. Во время цветения они всегда короче и у́же мужских, которые после опыления сразу же опадают. Женская оплодотворённая серёжка в это время удлиняется, нередко у неё вырастает ножка, а самая она утолщается вследствие увеличения объёма чешуек, превращаясь постепенно в овальную или продолговато-цилиндрическую «шишку». После созревания плодов, которое происходит довольно скоро — в зависимости от климата, в июле — сентябре — плодовая серёжка (шишка) осыпается и от неё остаётся лишь стержень. 
Плоды — мелкие и лёгкие, чечевицеобразные орешки. Образуются в огромном количестве (около 5000 на 1 грамм). Легко разносятся ветром (на расстояние до 100 м от материнского растения). Их парусность увеличивается за счет выростов, возникающих из частей цветка или прицветников.
|                                                                                              |  |  |  |  |
| Слева направо: кора; корни; листья с женскими серёжками; мужские серёжки; раскрывшиеся плоды |  |  |  |  |

## Распространение

### Естественные условия произрастания

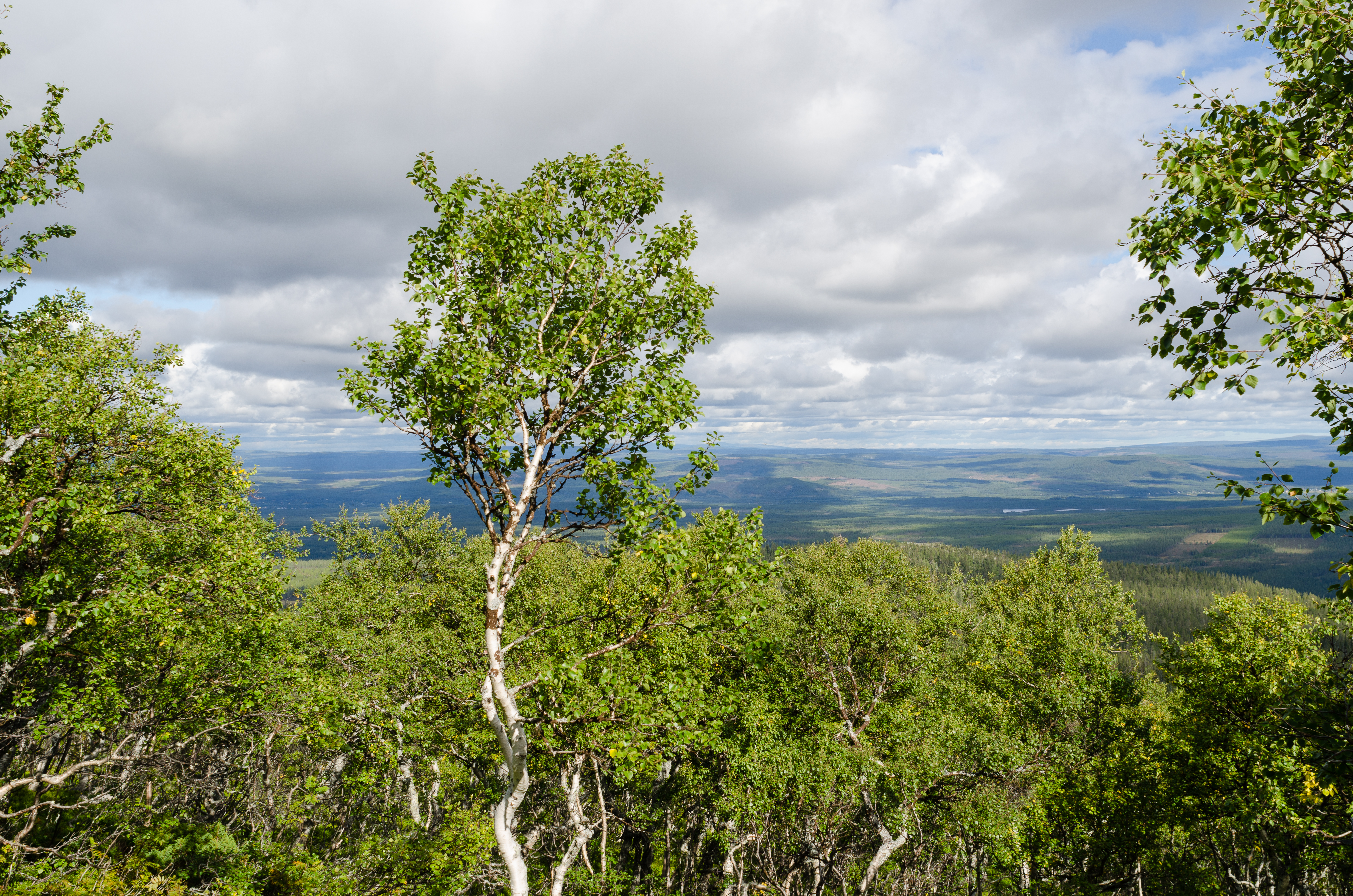
Берёзовый лес, Швеция

Естественные условия произрастания берёз простирается от субтропиков до тундры, являясь  важным элементом лесных формаций, входят в состав хвойных, лиственных и смешанных лесов, преобладая в 60 % из них. Местами образуют чистые лесные и кустарниковые сообщества, а на территориях вырубок, гарей, пустошей и обнажений возникают чистые насаждения. Некоторые виды проникают далеко за Полярный круг, поскольку очень морозостойки и могут переносить вечную мерзлоту. В суровых природных условиях приобретают карликовые и стелющиеся формы. Деревья светолюбивы, к богатству почвы, как правило, не требовательны, растут на песчаных и суглинистых, богатых и бедных, влажных и сухих почвах.

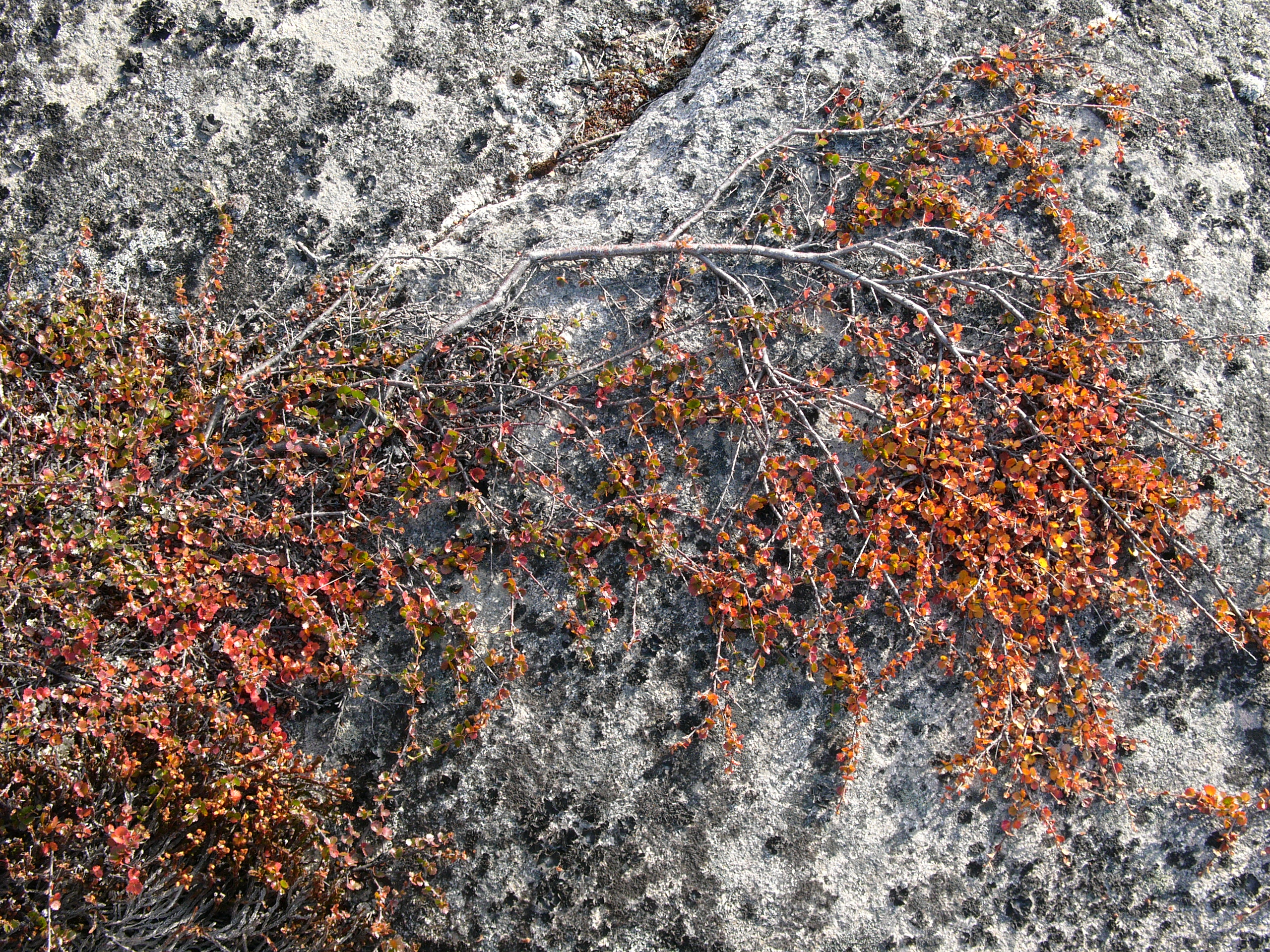
Берёза карликовая, стелющаяся по камням, Гренландия

В Евразии наиболее распространены берёза повислая (лат. Bétula péndula), и берёза пушистая (лат. Bétula pubéscens). Другие многочисленные виды обладают на континенте менее обширным или изолированным ареалом. На Дальнем Востоке произрастает берёза ребристая (лат. Bétula costáta), берёза Шмидта (лат. Bétula schmidtii) и берёза даурская (лат. Bétula dahurica). Лесам океанического типа на Камчатке, Сахалине, Курильских островах и др. свойственны берёзы Эрмана (лат. Bétula ermanii). В горах субарктической части Арктики в Швеции и Норвегии, а также в частях Уральских и Алтайских гор произрастает берёза извилистая (лат. Bétula ermanii). Для гор Тянь-Шаня, Алтая, Памира, Памиро-Алая характерны свои виды эндемичных берёз, растущих на очень незначительной территории — в Тянь-Шане берёза тяньшанская (лат. Bétula tianschanica), берёза туркестанская (лат. Bétula turkestanica) и берёза Сапожникова (лат. Bétula saposhnikovii), в Памиро-Алае берёза памирская (лат. Bétula pamirica) и берёза Коржинского (лат. Bétula korshinskyi). В Северной Америке на территории Юкон, острове Ньюфаундленд и в восточных территориях США присуща берёза бумажная (лат. Bétula papyrifera). Приморские восточные районы Канады и север США (вплоть до штатов Дэлавер и Теннесси) заняты берёзой жёлтой (лат. Bétula alleghaniensis), крупнейшей из всех американских берёз.
Средняя продолжительность жизни берёз составляет 100–120 лет, но в отдельных случаях может достигать 300 лет.
В коллекциях ботанических садов России род берёз представлен 92 таксонами. Крупнейшая находится в Главном ботаническом саду Российской Академии наук в Москве.

### Грибы

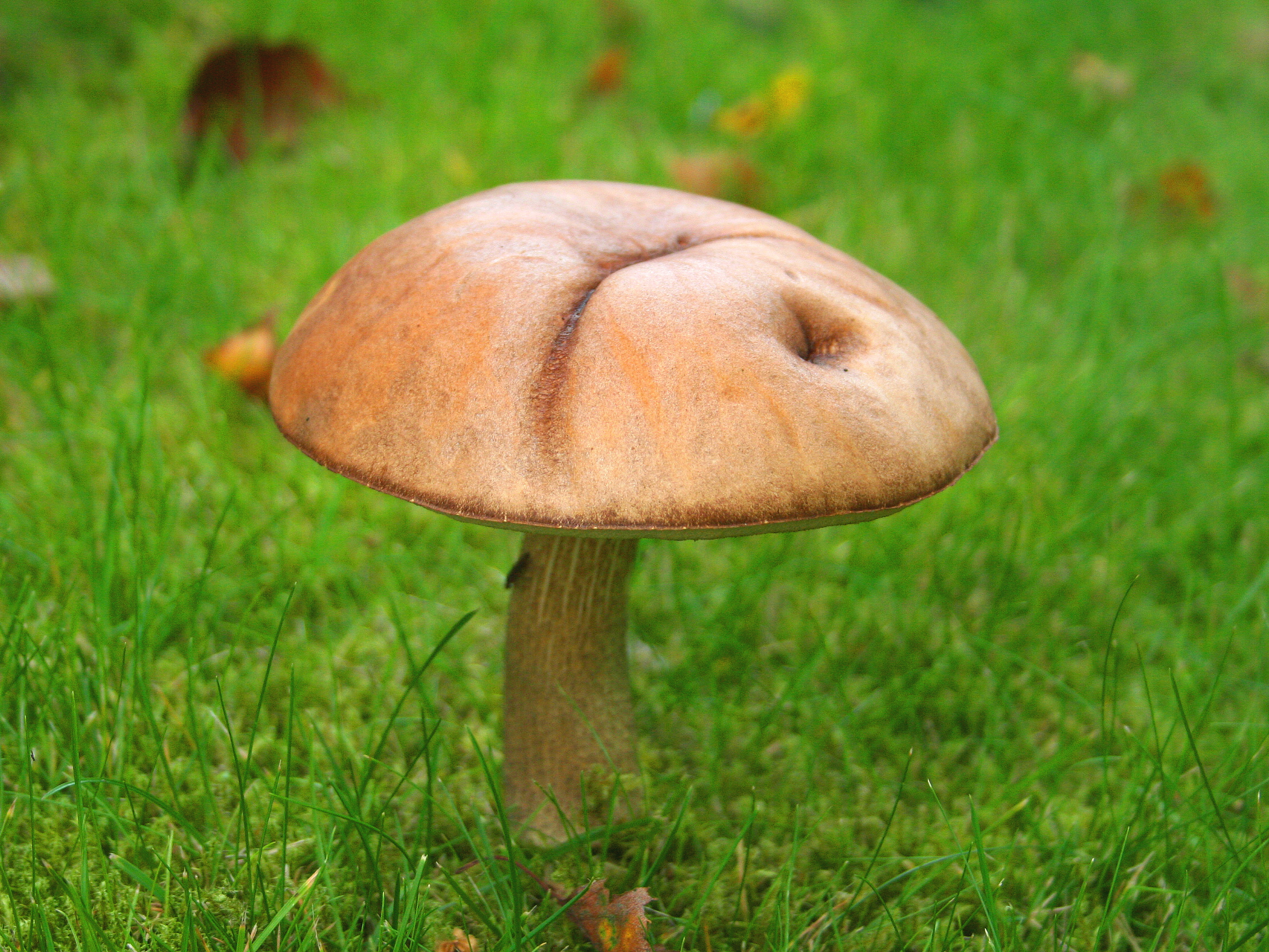
Подберёзовик обыкновенный, Бельгия

Для берёзовых рощ и смешанных с берёзой лесов характерны микоризообразующие виды грибов, многие из которых живут в сообществе исключительно или преимущественно с берёзой. Наиболее обычны и известны из них:
- боровики (лат. Bolétus);
- подосиновики и подберёзовики (лат. Leccinum);
- лисички (лат. Cantharéllus);
- грузди (лат. Lactárius);
- подгруздки и сыроежки (лат. Rússula).

### Деформации

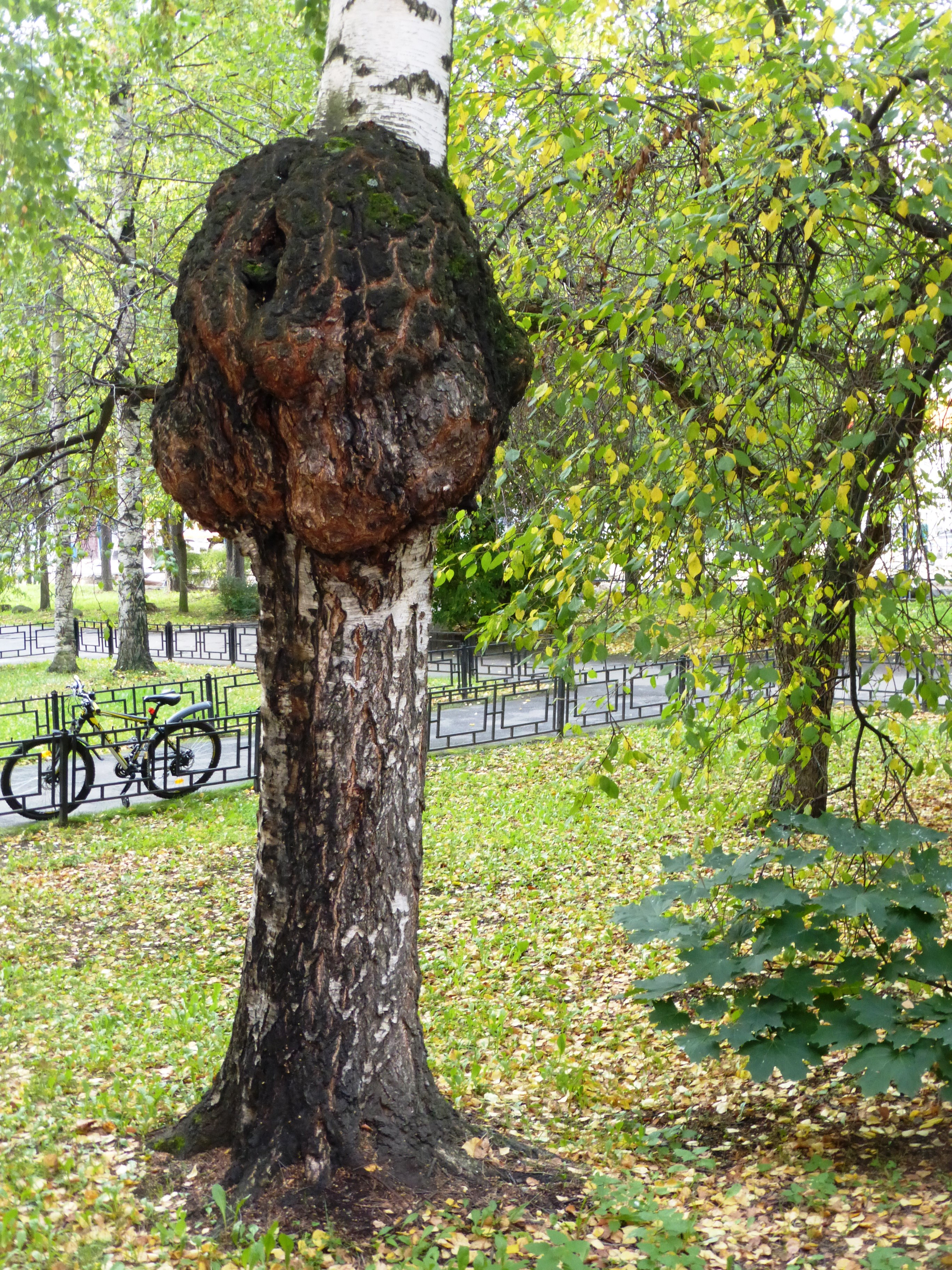
Нарост (сувель) на берёзе повислой, Карелия

На берёзах могут образовываться капы — гипертрофированные участки ствола, образование которых связано с развитием многочисленных спящих почек. Прирост капа по диаметру значительно превышает утолщение в нормальной части ствола. Физиологический механизм образования капов недостаточно изучен. Его возникновение, вероятно, связано с нарушением баланса веществ для роста дерева на определённом его участке. Место с повышенной концентрацией почек становится собственной системой регуляции ростовых процессов, провоцирующей избыточный прирост древесины, что в свою очередь порождает образование новых почек и дальнейшее увеличение капа, действуя по механизму цепной реакции. На одном дереве может возникнуть до 10 капов.
Похожие образования, не связанные с развитием почек, называются сувелями. Причина их образования неизвестна. Положение сувелей на стволе никак не фиксировано, однако, в большинстве случаев эти наплывы расположены на стволе ниже первых крупных ветвей. В них годичные приросты древесины значительно больше, чем в нормальной части ствола.

### Болезни и вредители
Берёзы подвержены сильному влиянию насекомых–вредителей, наносящих урон всем частям дерева. Всходы и сеянцы повреждают щелкуны (лат. Athous), майские хрущи (лат. Melolontha) и другие. Повреждения листьям и органам плодоношения наносят трипсы (лат. Thysanoptera), цикадки (лат. Cicadellidae), тли (лат. Aphidoidea), листоеды (лат. Chrysomelidae), трубковёрты (лат. Attelabidae) и другие. Вредное воздействие на ветви, стволы и древесину оказывают цикады (лат. Cicadidae), тли, щитовки (лат. Diaspididae), короеды (лат. Scolytinae), древоточцы (лат. Cossidae) и другие.

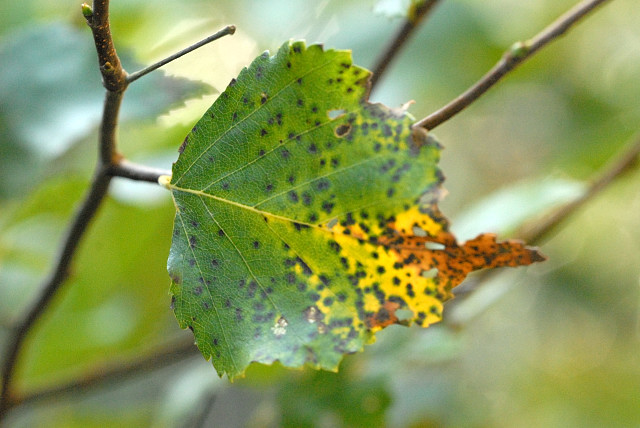
Лист берёзы, поражённый грибковой болезнью

Помимо вредителей, берёзы могут быть поражены болезнями, оказывающими влияние как на сами деревья, так и на заготовленную древесину и лесоматериалы. Разрушение древесины возникает из-за складчатых грибов, одними из которых являются трутовик берёзовый (лат. Polyporus betulinus) и ленцитес берёзовый (лат. Lenzites betulinus). На ростках негативно сказываются ботритис серый (лат. Botrýtis cinérea), фузарий (лат. Fusarium), телефора наземчатая (лат. Thelephora terrestris) и другие. К бурой пятнистости и желтизне листьев приводят грибы Gloeosporium betulinum, Marssonina betulae и Melampsoridium betulae. Среди ветвей из-за тафрин (лат. Taphrina) возникают аномалии в виде «ведьминых мётел». Здоровые из них отмирают из-за нектрии киноварно-красной (лат. Néctria cinnabárina). В свою очередь на стволе стереум жестковолосый (лат. Stereum hirsutum) и абортипорус двухлетний (лат. Abortiporus biennis) приводят к возникновению цветной гнили.

### Культивирование

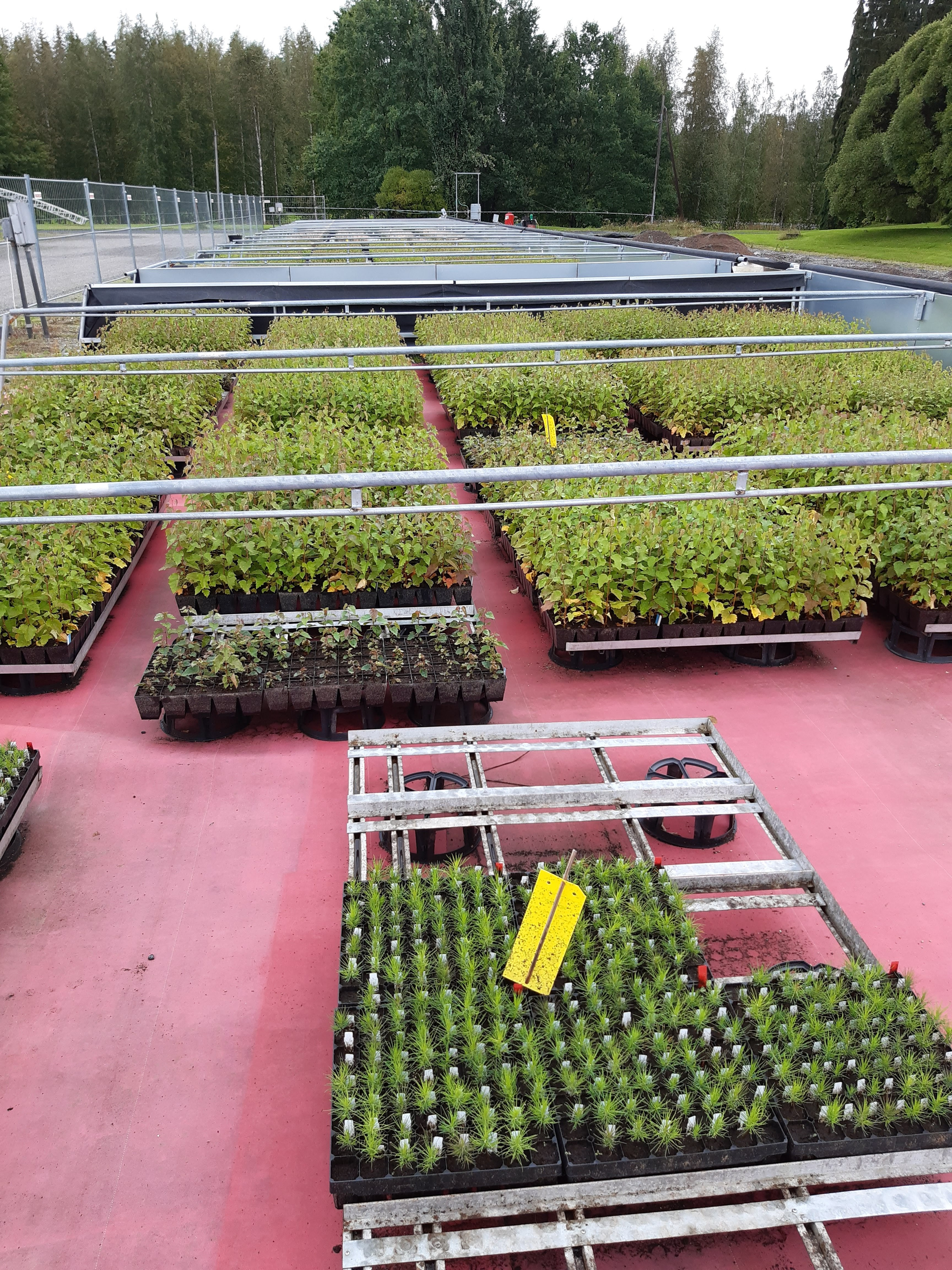
Саженцы ели обыкновенной и берёзы повислой в Норвегии

Лучший рост берёзовых насаждений замечается в северных и средних областях, на умеренно влажных, не слишком плотных почвах, не бедных содержанием перегноя. Различие в минеральном составе почв не обнаруживает особенно заметного влияния на рост берёзы, и только на известковых почвах она растёт весьма редко. Нуждаясь в достаточном солнечном освещении, она рано изреживается в чистых насаждениях, что влияет неблагоприятным образом на плодородие почвы. Произрастая же в смеси с хвойными породами и отличаясь быстрым ростом, берёза скоро обгоняет их в высоту и обнаруживает вредное влияние на их дальнейшее произрастание: её длинные и тонкие ветви, приводимые в движение ветром, сбивают, «охлёстывают» почки у хвойных, вследствие чего деревья этих пород становятся уродливыми. После срубки берёза успешно возобновляется как семенами, ежегодно производимыми в изобилии, так и порослью от пня, появляющейся возле шейки корня даже у старых 60—70-летних деревьев. Для получения крупного и хорошего материала срубаются 80–100-летние берёзы.
Лучшее время для посева семян берёзы – сразу после сбора, в конце июля – начале августа. Такой посев обеспечивает появление всходов в тот же год, в отличие от более поздних сроков, когда всходы появляются только весной следующего года. Июльско-августовский посев также демонстрирует более высокую всхожесть в почве (около 40–50 %). Сеянцы, посеянные в июле, в среднем на 15–20 % выше и на 16–22 % толще у корневой шейки, чем те, что были посеяны в сентябре. Для достижения хороших результатов рекомендуется укрывать посевы спандбондом и регулярно поливать, поддерживая почву влажной. Чтобы обеспечить березе оптимальное питание, необходимо регулировать количество сеянцев на определенной территории. При слишком плотных всходах березы, особенно после обильного полива, проводят прореживание. В процессе прореживания приоритет отдается удалению слабых, больных и поврежденных растений.

## Химический состав

Структурная формула целлюлозы

Химический состав древесины берёзы составляют:
- целлюлоза — от 25,6 до 49,7 %
- пентозаны —  от 22,1 до 27,1 %
- лингин — от 25,2 до 32,8 %;
- зола — от 0,2 до ,9 %.

Структурная формула бетулина

Берёзовая кора имеет два слоя — бересту (внешний) и луб (внутренний). В составе различных берёз во внешней коре преобладают тритерпеноиды, основным из которых является бетулин (пигмент, придающий древесному стволу белый цвет): до 35 %. Химический состав внутренней части коры:
- целлюлоза: от 19,3 до 25,2 %
- лингин: от 24,7 до 37,9 %
- сахариды: 
  - легкогидролизуемые — от 18,1 до 26,9 %
  - трудногидролизуемые — от 17,1 до 22,8 %
- зола: от 1,1 до 2,4 %

Берёзовые почки содержат эфирное масло (не менее 0,2 %), в состав которого входят:
- бициклические сесквитерпеноиды;
- смолистые вещества;
- алкалоиды;
- флавоноиды;
- жирные кислоты.

В листьях также содержится эфирное масло (до 0,1 %), состоящем из:
- оксиды сесквитерпенов;
- тритерпеновые спирты;
- фенолкарбоновые кислоты;
- дубильные вещества;
- флавоноиды.

## Свойства и характеристики древесины

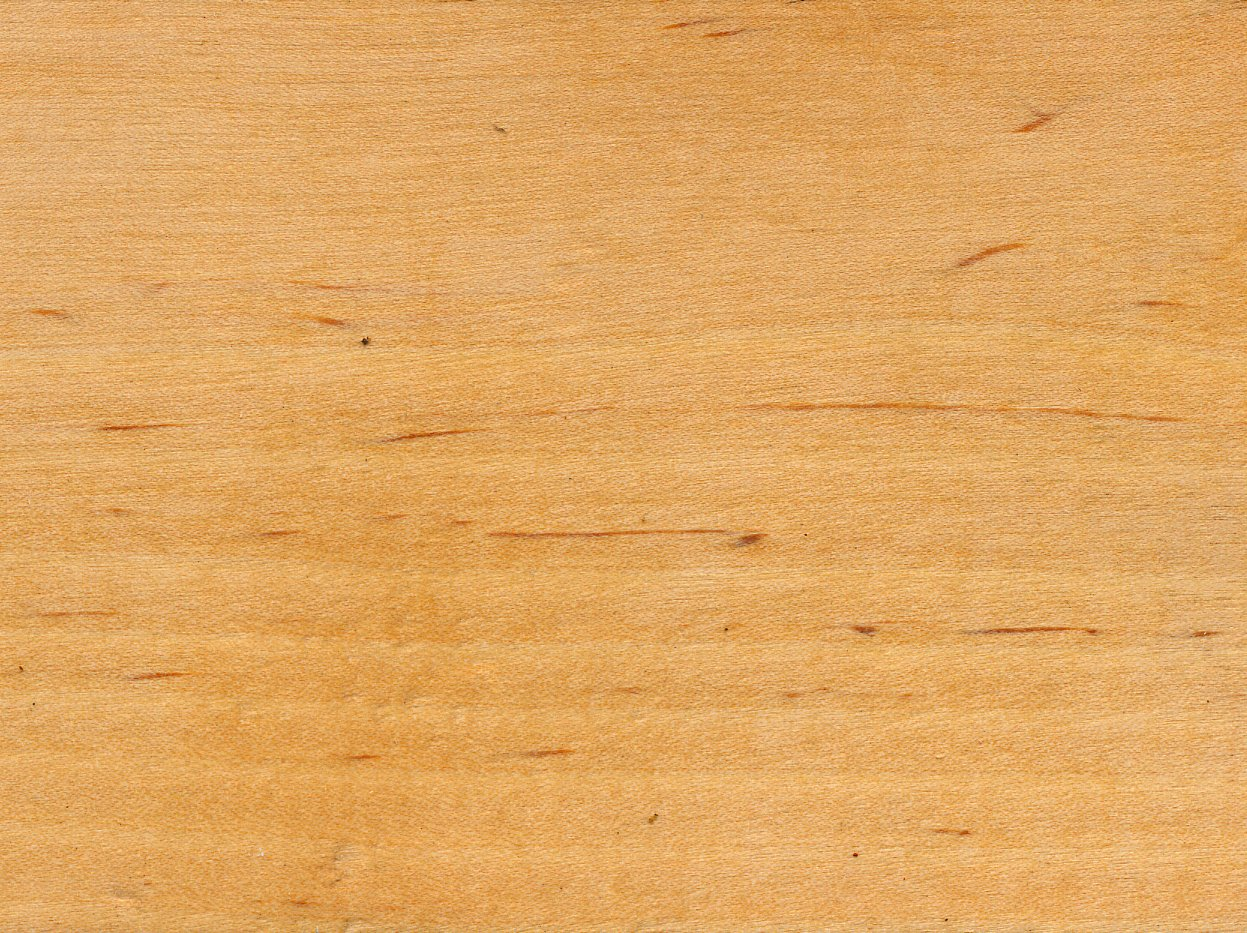
Тангенциальный разрез древесины березы повислой

Древесина, получаемая из берёзы, характеризуется белым цветом с жёлтым или красноватым оттенком. Выраженность годичных колец слабая. В текстуре встречаются тёмные повторения из прожилок, пятен, прямых или изогнутых линий и замкнутых контуров. Из-за высоких значений влагопроводимости склонна к короблению. Износостойкая и хорошо пропитываемая, легко поддаётся обработке, в том числе для имитации под другие ценные породы дерева.
Берёза относится к породам древесины, неустойчивым к гниению.
Влажность свежей древесины составляет 78 %, коры 58 %. При контакте с водой возрастает до 135 % и 63 % соответственно.
Относится к сильноусыхающим породам. Разбухание (усушка) в радиальном направлении составляют 26–28 %; в тангенциальном 31–34 %; объёмном 54–64 %.
Плотность в зависимости от вида берёзы варьируется от 640 до 975 кг/м3.
| Характеристики древесины (для берёзы повислой и берёзы пушистой) | Характеристики древесины (для берёзы повислой и берёзы пушистой) | Характеристики древесины (для берёзы повислой и берёзы пушистой) | Характеристики древесины (для берёзы повислой и берёзы пушистой) | Характеристики древесины (для берёзы повислой и берёзы пушистой) | Характеристики древесины (для берёзы повислой и берёзы пушистой) | Характеристики древесины (для берёзы повислой и берёзы пушистой) | Характеристики древесины (для берёзы повислой и берёзы пушистой) | Характеристики древесины (для берёзы повислой и берёзы пушистой) | Характеристики древесины (для берёзы повислой и берёзы пушистой) |
| Ударная вязкость, кДж/м2                                         | Прочность, Н/мм2                                                 | Прочность, Н/мм2                                                 | Прочность, Н/мм2                                                 | Модуль упругости, ГПа                                            | Предел прочности, МПа                                            | Предел прочности, МПа                                            | Предел прочности, МПа                                            | Предел прочности, МПа                                            | Предел прочности, МПа                                            |
| Ударная вязкость, кДж/м2                                         | торцевая                                                         | радиальная                                                       | тангенциальная                                                   | Модуль упругости, ГПа                                            | при статическом изгибе                                           | при растяжении вдоль волокон                                     | при сжатии вдоль волокон                                         | при раскалывании вдоль радиальной плоскости                      | при раскалывании вдоль тангенциальной плоскости                  |
| ---------------------------------------------------------------- | ---------------------------------------------------------------- | ---------------------------------------------------------------- | ---------------------------------------------------------------- | ---------------------------------------------------------------- | ---------------------------------------------------------------- | ---------------------------------------------------------------- | ---------------------------------------------------------------- | ---------------------------------------------------------------- | ---------------------------------------------------------------- |
| 92,9                                                             | 46,3                                                             | 35,9                                                             | 32,1                                                             | 14,2                                                             | 109,5                                                            | 136,5                                                            | 54                                                               | 9,02                                                             | 10,9                                                             |

## Значение и применение

### Промышленность

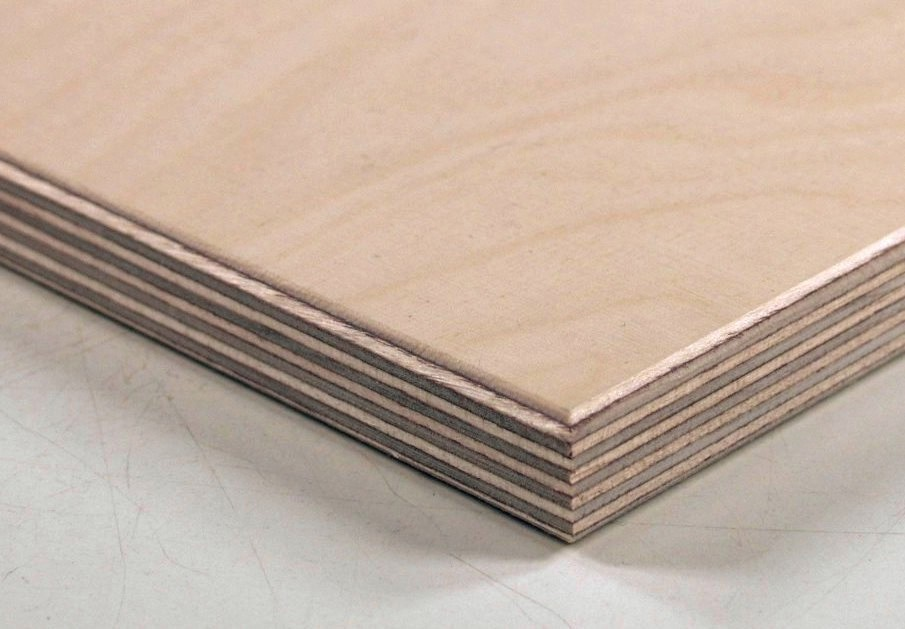
Фанера из берёзовой древесины

Берёзовая древесина имеет широкий спектр применения в промышленности. Наиболее часто она используется для производства фанеры и паркета, изготовления лыж, мебели и токарных изделий.
Среди берёзовых пород особое место занимает берёза карельская (лат. Bétula carelica). Её древесина обладает рисунком, похожим на текстуру мрамора, что делает её не только эстетически привлекательной, но и наделяет уникальными механическими свойствами. Отличаясь высокой твердостью и прочностью, а также превосходной обрабатываемостью и полируемостью, такая древесина востребована среди мастеров-краснодеревщиков. Это позволяет создавать из неё дорогую мебель, изящные художественные изделия и оригинальные сувениры. Наглядный пример тому — императорское пасхальное яйцо «Берёзовое», выполненное ювелирной фирмой Карла Фаберже. 
Листья берёзы с квасцами дают жёлтый краситель для шерсти. 

### Берёста

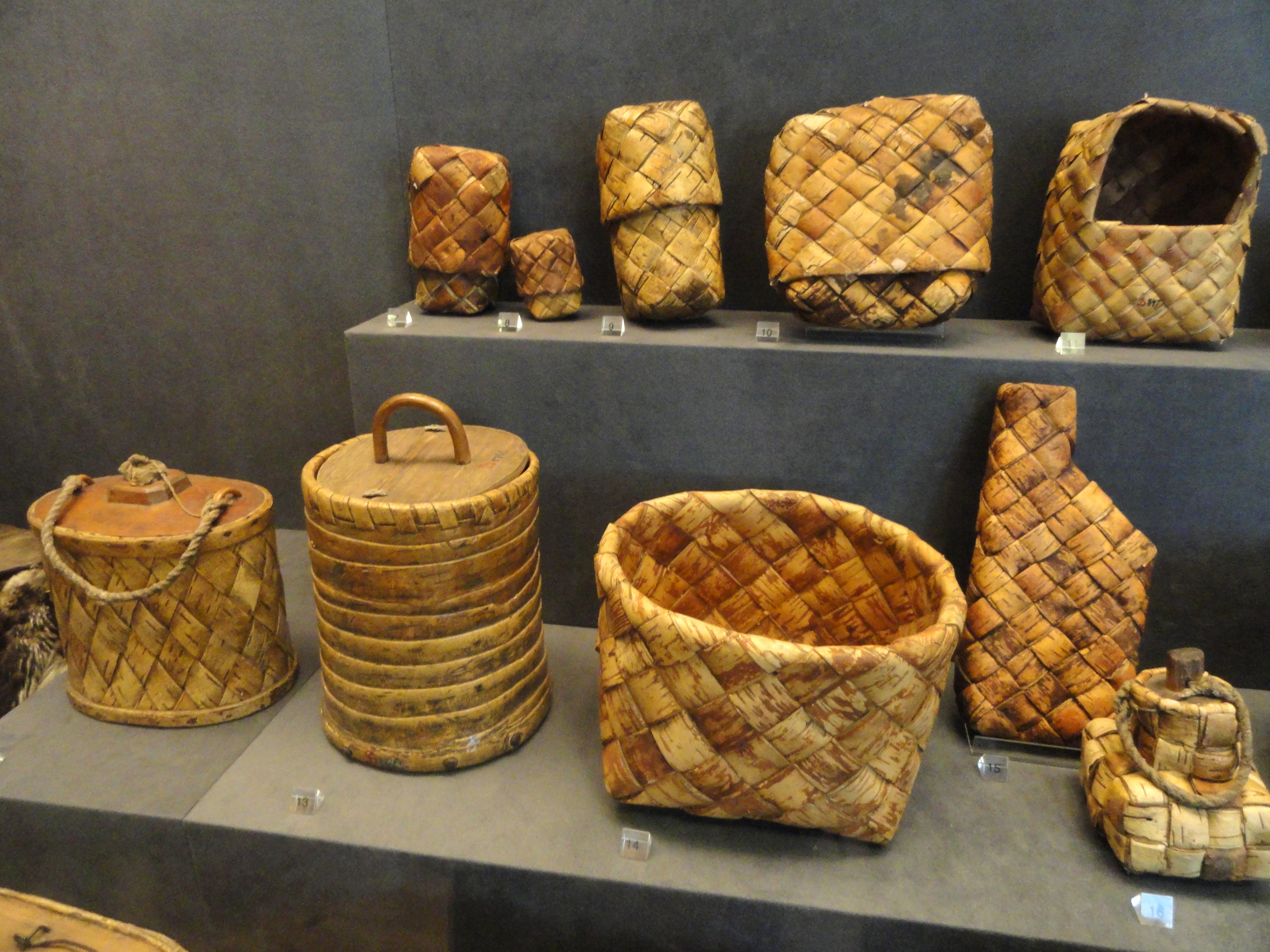
Берестяные изделия в Национальном музее Финляндии

Наружная часть коры берёзы, именуемая берёстой, отличается высокой прочностью из-за содержащихся в ней смолистых веществ и поэтому почти не поддаётся гниению даже в земле.
Берестяные изделия применялись в домашнем обиходе жителей северных и северо-восточных губерний Российской Империи, в Сибири и Финляндии, весьма разнообразны и многочисленны по своему виду и назначению, таких как туески, корзины, коробки, ковши, лукошки и другая кухонная утварь, а также простейшая обувь (лапти).

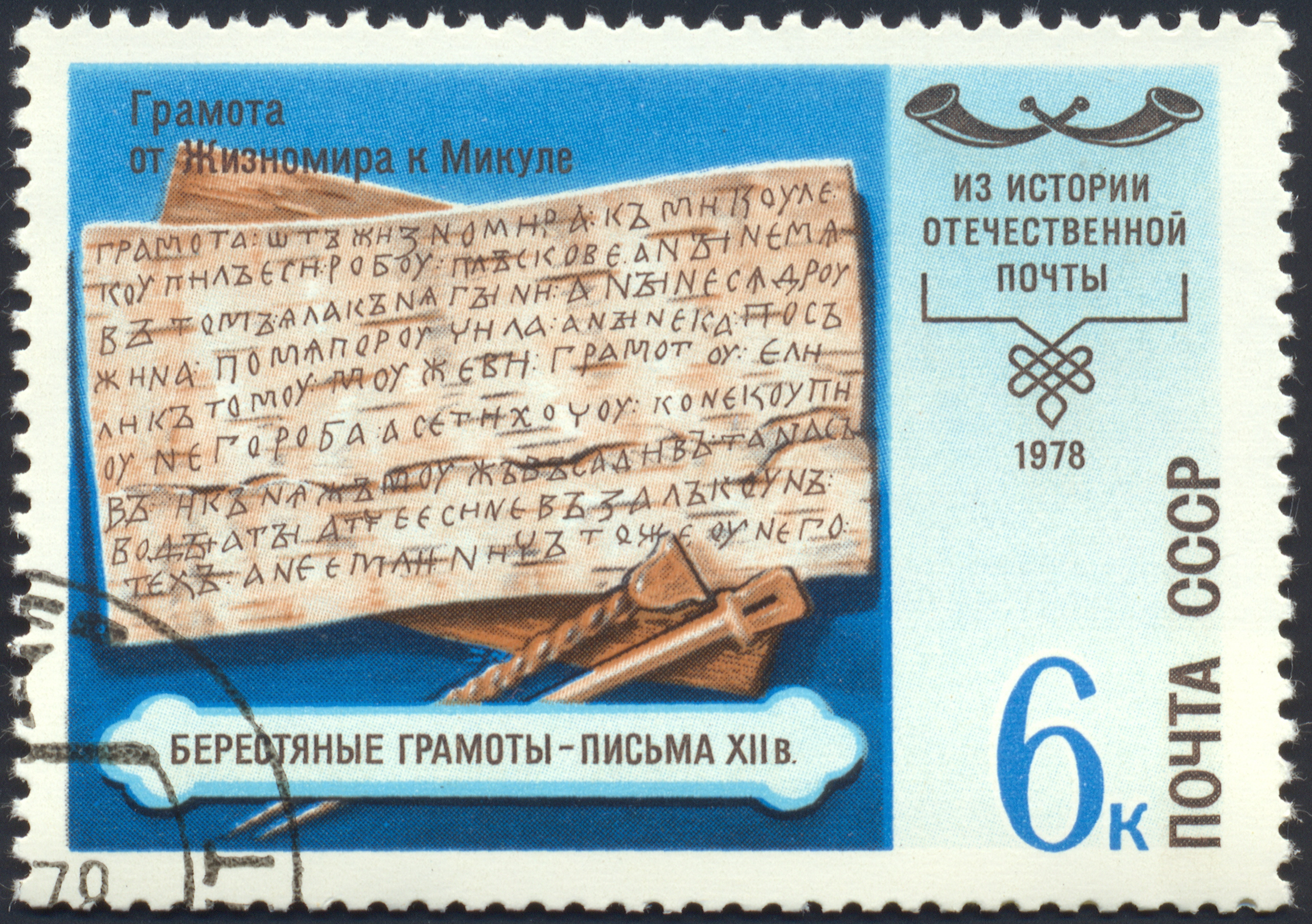
Почтовая марка с изображением берестяной грамоты, 1978 г.

Берёста также использовалась в качестве материала для письма. Она прекрасно сохраняется в речных наносах, торфяниках, благодаря чему в Великом Новгороде в 1951 году экспедицией советского археолога Артемия Арциховского были обнаружены первые берестяные грамоты. Всего насчитывается более тысячи обнаруженных берестяных грамот. Буквы процарапывались на них острой костяной или металлической палочкой (древнерусское писало). Большинство грамот представляют собой частные письма, в которых затрагиваются бытовые и хозяйственные вопросы, содержатся поручения или шутки, описываются конфликты. Они позволили сделать вывод о том, что в Древней Руси было много грамотных жителей не только в среде знатных и духовенства, но и в низших социальных слоях общества. Постоянное пополнение этого вида источников позволяет восполнять фонд письменных документов об истории XI–XIII веков.  

### Берёзовый сок

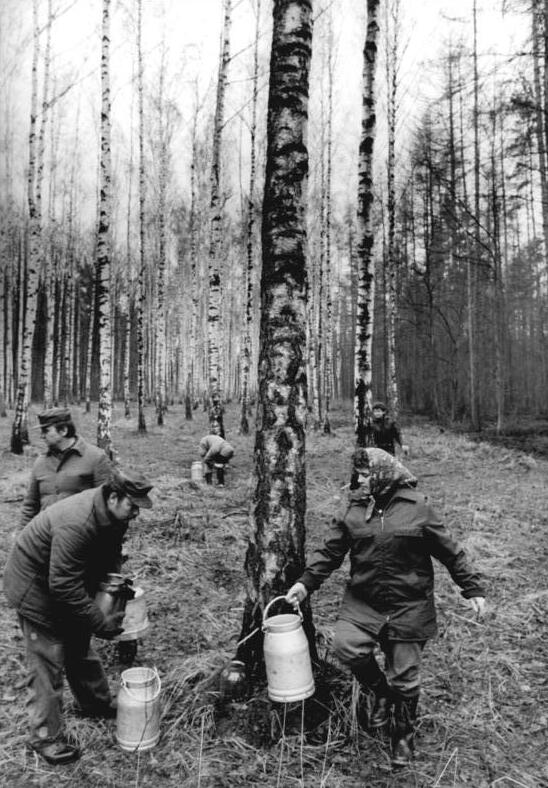
Заготовка берёзового сока, ГДР, 1985 г.

В весенний период, перед началом развития листьев, начинается процесс сокодвижения. Питательные вещества, накопившиеся осенью в корнях, в виде раствора по стволу начинают подниматься вверх к ветвям. В это время из повреждённых участков коры начинает вытекать берёзовый сок. Явление известно как «Весенний плач». Сок представляет собой натуральный напиток с содержанием глюкозы, фруктозы и витаминов. При этом его стоит использовать практически сразу, поскольку быстро начинает мутнеть и терять вкусовые качества.
На количество сока влияют биологические, геологические и метеорологические условия, а также факторы сбора (время, количество отверстий, их глубина и др.). Каждое дерево в среднем может дать от 2 до 7 литров сока в сутки. Всего за сезон с одного дерева получают около 50 литров. 
Упаренный берёзовый сок применяют для весенней подкормки пчёл. Для них берёза играет роль пыльценоса. 

### Дёготь
Берёзовый дёготь представляет собой продукт пиролиза древесины. Применяется в медицине и ветеринарии, преимущественно как противовоспалительное и антисептическое средство, входит в состав дегтярного мыла и разнообразных мазей и кремов, применяемых для лечения кожных заболеваний. В кожевенном производстве применяется при выделки юфти.

### В медицине

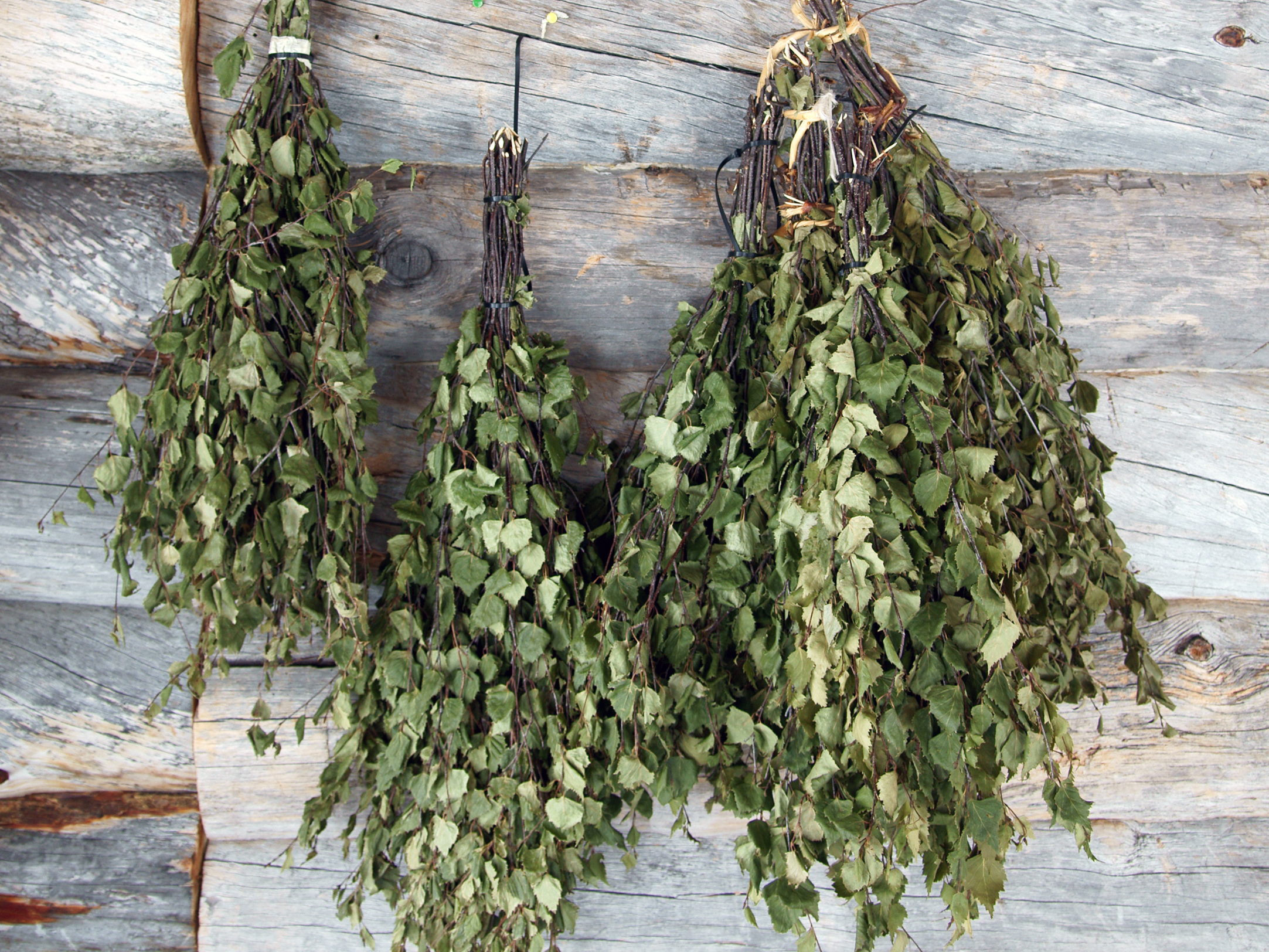
Банные веники из ветвей берёзы

В медицинской практике берёза используется давно. Её листья стали применять ещё в 1834 году при лечении водянки, а позднее как мочегонное средство против сердечно-сосудистых отёков. Высушенные листья весеннего сбора использовались для приготовления экстрактов и настоек для лечения хронического холецистита, проявляя желчегонное действие, а летние для суховоздушных ванн. Берёзовые веники в России традиционно использовали в лечебных и профилактических целях в русской бане.
Аналогично используются водные извлечения из берёзовых почек. Горячими ваннами с настойкой из почек лечили острые и хронические экземы. Иногда настойка назначалась при дизентерии и диспепсии у детей. 
Берёзовый дёготь обладает сильным антисептическим эффектом, применяется на язвах, сыпях, чесотке и прочих заболеваниях кожи. Используется в составе мази Вишневского.
Применение берёзового сока практикуется в отношении желудочных заболеваний, туберкулёзе, ангинах, анемиях, длительно не заживающих ранах.
Из древесины добывают метиловый спирт и уксус.

### В пище
Берёзовый сок используется в качестве напитка как в натуральном, так и с добавлением других ингредиентов, или в виде сахаросодержащего сырья для изготовления сиропа, производства кваса, браги, пива или вина.
Внутренняя кора считается съедобной в качестве пищи на случай чрезвычайной ситуации, даже в сыром виде. Её можно высушить и смолоть в муку, как это делали коренные американцы и первые колонизаторы Северной Америки. Кору также можно нарезать полосками и приготовить подобно лапше.

### Кормовое значение
Берёза карликовая (лат. Bétula nana), берёза пушистая (лат. Bétula péndula), берёза повислая (лат. Bétula pubéscens) играют важную роль в питании европейского лося. Наиболее охотно поедается молодая листва ранней весной. В Ленинградской области России в мае порода составляет 31,4 % всех поедей, а в течение лета 15,3—19,8 %. Питательность зимних побегов чрезвычайно низка и сравнительно с другими породами резко падает по мере увеличения их диаметра. В первой половине зимы лоси почти не поедают берёзу, а систематически едят только при недостатке других более ценных кормов, обычно в феврале — апреле.

## В мифологии

### Славяне

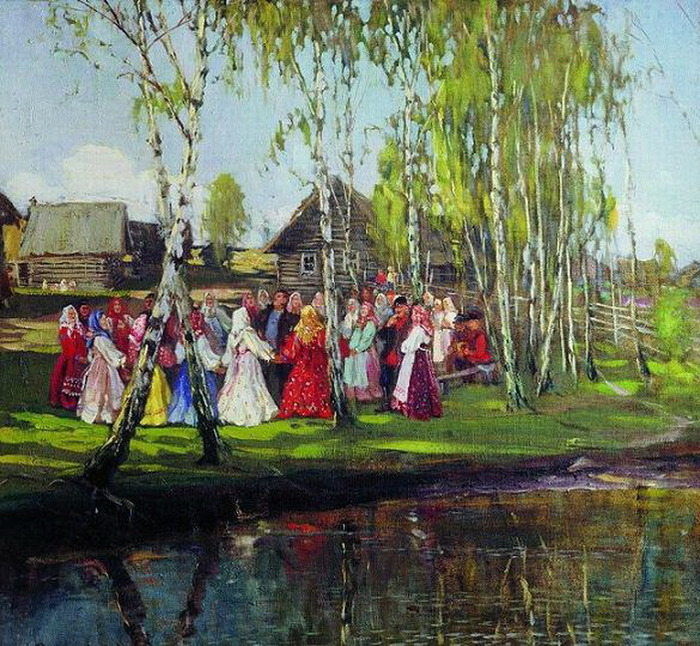
Круговой танец (хоровод) у берёз на картине Михаила Боскина, 1910 г.

В представлениях славян отношение к берёзе было двойственным: согласно одним традициям, дерево и изделия из него, в том числе из берёсты, считались оберегом от нечистой силы; в частности, берёзовые веники, использовавшиеся в бане, рассматривались и как инструменты ритуального очищения. С другой же стороны, берёза считалась нечистым деревом, в ветвях которого поселяются черти и русалки, и которое является воплощением душ умерших родственников; берёза также считалась деревом, из которого нечистая сила делает свои инструменты — к примеру, ведьмы, согласно поверьям, летают на берёзовых мётлах.
По мнению историка Николая Карамзина, старое славянское название апреля (праслав. березозол) образовано от того, что это «злой месяц» для берёзы ввиду сбора из неё сока. Отсюда, вероятно, произошли названия марта на Украине (укр. березень), в Беларуси (бел. сакавик) и в Чехии (чеш. březen).

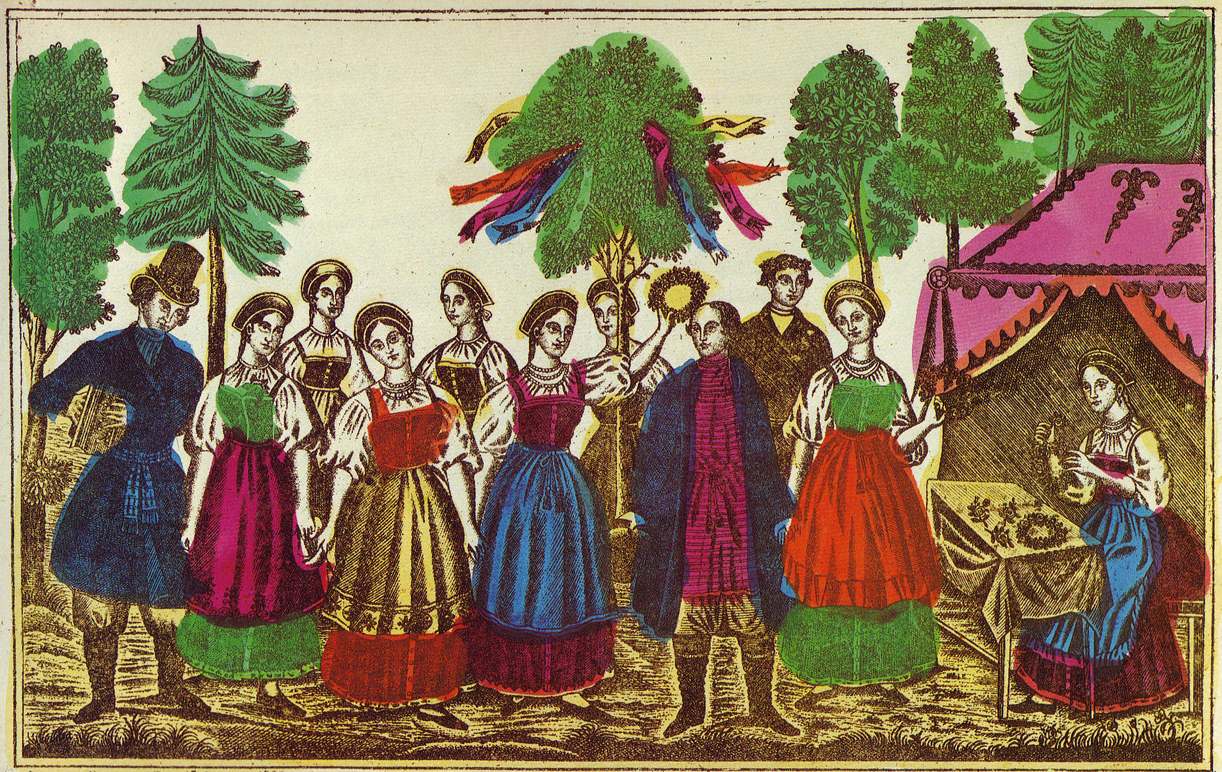
«Семик», лубок XIX в.

Берёза имеет ключевое значение в Семи́ке — восточнославянском празднике, отмечающимся в четверг на седьмой неделе после Пасхи и за три дня до Троицы (Троицына дня), а также существенную роль на сам Троицын день. Поскольку эти дни связаны с поминанием умерших, то и берёза, как растение, также связанное с предками, занимала отнюдь не последнее место. Так как, как уже было указано выше, берёза в представлениях русских является «женским» деревом, то и Семик считался сугубо женским праздником. Из справляемых во время Семика обрядов был и обряд завивания берёзы, найденные плакучие ветви берёзы заплетались в венки, косы, прикреплялись к земле и там закреплять колышками, связывались между собой ленточками, и так далее. Когда-то важность обряда была столь высока, что с участием/неучастием в нём связывалась жизнь или смерть матери. Другим из обрядов было кумление, в ходе которого девушки устанавливали дружеские отношения на определённый срок. Кумились все присутствовавшие, что объединяло их в своего рода союз. Одним из наиболее распространённых способов кумления был следующий: две девушки, близкие подруги подходили с двух сторон к завитому на берёзе венку, троекратно целовались, говорили «покумимся кума, покумимся, чтобы нам с тобой не браниться, вечно дружиться», после чего обменивались нательными крестиками и небольшими подарками. После этого вокруг берёзы начинали водить хоровод, после него устраивали пиршество с блюдами, чьими основными блюдами были яйца и яичница, лепёшки, пироги, пиво. В песнях, исполнявшихся во время праздника, берёза антропоморфизировалась, наделялась женскими чертами, она призывала девушек-участниц идти в поле и вить венки или же сама обещала загнуться и завиться в веночки. Во время празднования обеих праздников дома и храмы (как и изнутри, так и снаружи) украшались берёзовыми ветвями или срубленными берёзками. Данный обычай, проводимый на Троицу, имел (и до сих пор имеет) место как и православных славян, так и католиков, также берёзовые веники подносили к культовым сооружениям и карелы. Обряды, связанные с берёзами, заканчивались в Духов день, приходящийся на понедельник, следующий за Троицей. На территории современного Киришского района Ленинградской области на Ивана Купалу засохшие к тому моменту троицкие берёзки собирали молодёжь и молодые семейные пары, вешали на специально выбранную ель и сжигали. 
Считалось, что запах берёзы будто бы излечивает от меланхолии и помогает от сглаза, а берёзовый сок, собранный в особые дни марта и апреля, очищает кровь.
В представлениях русских берёза представало как дерево, приносящее добро и оберегающее от нечисти и болезней. Именно поэтому она издавна являлась почитаемым деревом. Кроме того, берёза символизировало женское начало, и покровительствовала девушкам и молодым женщинам. Также в русских поверьях присутствовала связь берёзы с душами предков.

### Финно-угры

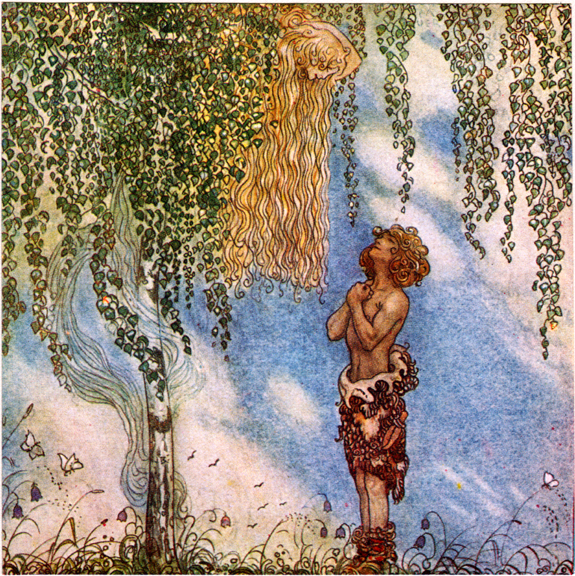
Иллюстрация сюжета из шведского фольклора, Йон Бауэр, 1912 г.

Начиная со времён родового строя берёза — культовое дерево и национальный символ у большинства финно-угров — карел, вепсов, манси, хантов, пермяков, коми-зырян и финнов (сумь, емь), а также весьма почитаемое национальное дерево у скандинавов — шведов и норвежцев. Не последнюю очередь в культовом статусе данного дерева играет и его распространение в Фенноскандии: берёза является самым северным деревом региона, и её ареал простирается дальше таёжных лесов. Также на почитание берёзы могли повлиять её броский внешний вид и устойчивость к сильным нагрузкам, вроде нагрянувшей бури. Не исключено, что берёза могла быть почитаемым деревом у жителей этого региона ещё в каменном веке, поскольку берёза стала первой породой деревьев, проникшей на Север после окончания оледенения (лишь после неё, значительно позднее, там появилась сосна). Вероятно, почитание берёзы скандинавскими германцами было позаимствовано у финно-угорских народов. В представлениях многих народов (в частности, у мордвы) берёза ассоциировалась с Мировым древом.

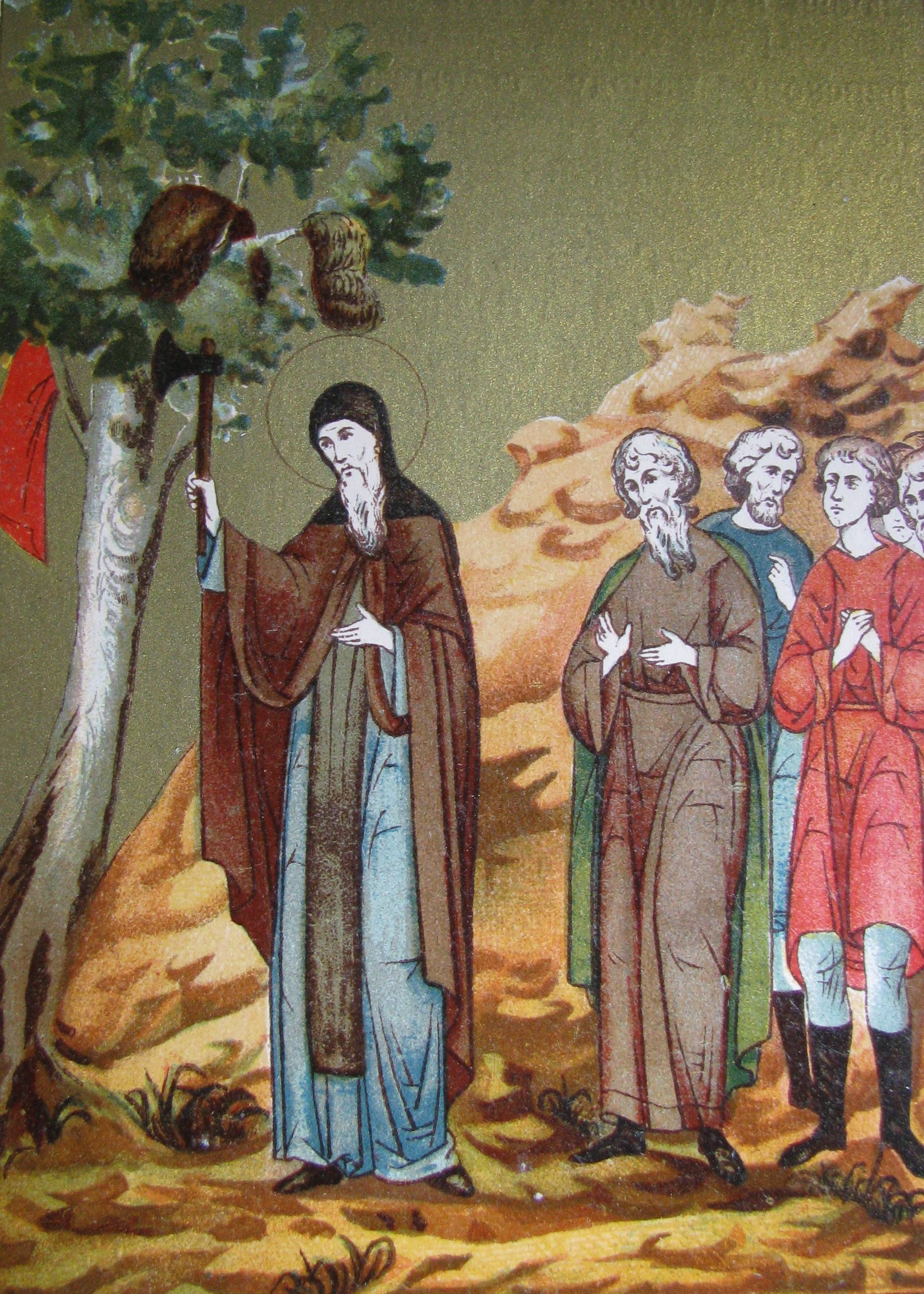
Стефан Пермский срубает прокудливую берёзу

«Житие Стефана Пермского» сообщает, что близ села Усть-Вымь находилась «прокудливая берёза» (то есть проклятая), которой поклонялись местные жители — зыряне и пермяки. Святитель Стефан Пермский в ходе своей просветительской и проповеднической миссии среди язычников в 1379 году срубил и сжёг эту берёзу, при этом дерево будто бы издавало стоны, а ствол истекал кровью. Впоследствии, согласно преданию, на этом месте была построена первая в крае церковь, а её престол расположился непосредственно на пне срубленной берёзы.
Среди карел Финляндии на Юханнус было принято ставить во дворе или заносить в избу либо берёзовую ветвь, либо небольшую берёзку. Время от Юханнуса до Петрова дня среди финнов и карел считалось наиболее благоприятным от избавления от насекомых. Так, по поверью, записанному в посёлке Войница Калевальского района Карелии, разбросанные по избе в Иванов день берёзовые листья избавляют от кровососущих. В селе Пертозеро Ругозерской волости было известно следующее гадание: вечером Петрова дня девушки с приговором собирали мелкие берёзовые и осиновые листья, после чего заворачивали их в платок, которым вытирали пот с лица и клали его под подушку, после чего девушке приснится её суженый. Также платок с листьями можно было незаметно подсунуть в карман того, кого любила девушка. При посещении кладбищ могилы «опахивали», то есть, подметали, берёзовыми вениками. Также карелы верили, что парка девушек в сауне берёзовыми вениками повышает их лемпи/лемби — сексуальную энергию и привлекательность.

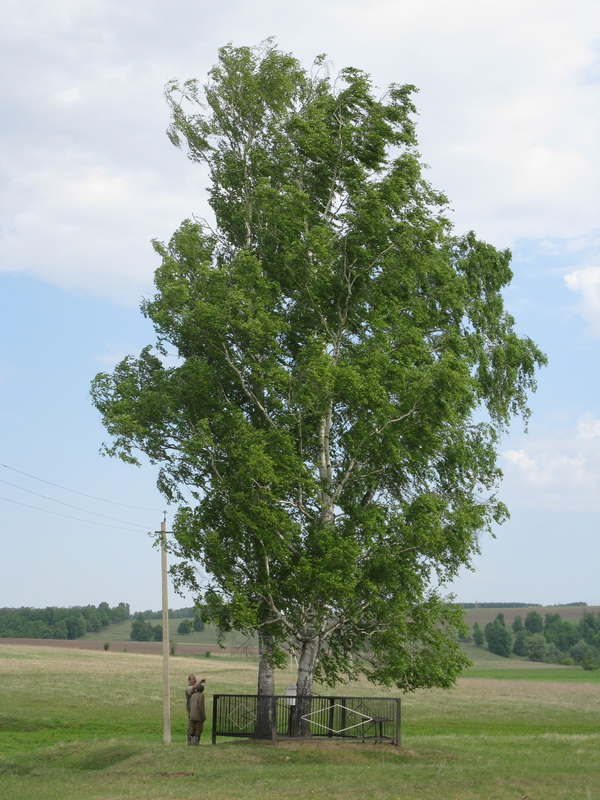
Берёза — кереметь (объект поклонения) в чувашской деревне

У поволжских финно-угров существовало такое понятие, как «керемет(ь)», обозначавшее священную рощу, состоявшую из сакральных деревьев, в число которых входила и берёза.
По карело-финским представлениям, берёза являлась одним из культовых деревьев хийси — лесных духов, наряду с сосной и другими деревьями.
У удмуртов среди священных предметов каждого рода, хранившихся в специальном культовом коробе воршуда (покровителя рода), была и берёзовая ветвь. На берёзе также, по их представлениям, обитали души новорождённых (покровительницей которых была богиня земли Калтащ-эква).
По представлениям нижегородских марийцев, как сообщает исследователь их культуры и мифологии, Николай Морохин, берёза является «женской» породой дерева (наряду с липой), в то время как мужской был дуб. Во многих местах у домов стояли почитаемые берёзы.
По представлениям мордовских народов, под Мировым древом (которым могла быть и берёза), верховный бог Нишке собирает целый пантеон богов, иногда насчитывающий семь. Там же гигантская птица высадила три яйца, из которых вылупились три «авы», духи-матери: Норов-ава, мать полей; Вирь-ава, мать леса; и Варма-ава, мать ветра.

### Германцы
У германских народов из берёзы изготовляется так называемый «майский шест» (англ. maypole, нем. Maibaum), обильно украшаемый на майские праздники (Троицу, первомай) и являющийся одним из их главных компонентов — он является центром сбора молодёжи и различных увеселений под открытым небом. Майский шест обладает перекладиной наверху, обильно украшаемой, в частности, обвиваемой молодыми берёзовыми ветвями и первыми полевыми цветами. Также в качестве майского дерева может выступать живая берёзка. В северной и средней Швеции праздники в промежутке между 22 апреля и 1 мая называются «днями берёзы», поэтому не исключено, что данный обычай является пережитком древних праздников, устраивавшихся у берёзы, как священного дерева.

### Индоиранские народы
У осетин берёза считалась одним из почитаемых деревьев. В нартском эпосе (известном у практически всех народов западного и центрального Кавказа, включая осетин) берёзы были в числе деревьев, откликнувшиеся на зов умирающего богатыря-нарта Сослана, за что он благословил берёзу и пожелал навеки быть лучшим из деревьев. Из берёзы, как чистого и почитаемого дерева, изготавливались вертелы, оглобли, ярма, деревянные детали мельницы и т. д. Осетины верили, что в хлеву, где находился волшебный берёзовый прутик, находившееся там стадо не уменьшалось, сколько бы его оттуда не убывало.

### Кельты
Кельты хоронили умерших в шапках из берёзовой коры.

### Тюрки
Считается, что Умай (тюркская богиня, олицетворяющая земное естество) спустилась на землю с двумя берёзами.

## В культуре

### В прозе и поэзии
В русском сознании берёза является символом родины, частицей родной природы. Русские писатели посвятили берёзе больше всего строк, сделав её самым популярным деревом в их творчестве. Эта тенденция отличается от предпочтений литературных деятелей первой половины XIX века, которые чаще обращались к дубу и сосне. Именно со второй половины XIX века берёза обрела статус поэтического символа. Многочисленные обращения русских деятелей культуры к этому дереву свидетельствуют о её фундаментальном значении в русском языковом сознании.
Средь избранных дерев — берёза

Не поэтически глядит;

Но в ней — душе родная проза

Живым наречьем говорит.
В русской литературе многие русские поэты олицетворяют берёзу, отражая через неё свой внутренний мир и чувства души:
- Сергей Есенин в знаменитом стихотворении «Белая береза» описывает образ дерева как живого существа («принакрылась снегом, точно серебром»), одухотворяя природу;
- Афанасий Фет в одном из стихотворений показывает «печальную» березу, устремляя взгляд на её «траурный наряд» и передавая душевное состояние лирического героя с присущим ему трагизмом;
- Виктор Астафьев в произведении «Свеча над Енисеем» проводит параллель между берёзой и девушкой. Дерево символизирует гармонию в круге природы. Писатель олицетворено-метафорически осмысливает образ берёзы: «берёза – свечка восковая», «деревце тихо светится, молитвенно догорает», «святая душа берёзки», «свечечка», «тихая вещунья», «не сгорай дотла, родная», «гори и не гасни свеча вечности»;
- Анатолий Жигулин в стихотворении «Берёза» наделяет дерево смыслом урока о преодолении смерти, противопоставляя его человеку. Поэт с болью описывает спиленную берёзу, хотя и осознает необходимость этого поступка. Его душу пронзает сожаление, когда он видит, как дерево «звеня сосульками, дрожит». Однако, чтобы справиться с этой болью, он утешает себя мыслью о том, что это лишь одно дерево в огромной тайге. Этот процесс адаптации к печальным переменам схож с тем, как любой человек постепенно привыкает к утратам.

### В поговорках, пословицах и загадках
Берёза нашла отражение в русских пословицах, загадках, поговорках и народных приметах:
- Берёза не угроза, где стоит, там и шумит;
- Услан берёзки считать (Сослан в Сибирь);
- Коли берёза наперёд опушается, то жди сухого лета, а коли ольха – мокрого;
- Есть дерево об четыре дела: первое дело – мир освещает, другое дело – крик утешает, третье дело – больных спасает, четвёртое дело – чистоту соблюдает (лучина, дёготь для колеса, берёзовый сок и веник);
- С одного дерева да четыре угодья: первое – от тёмной ночи свет, второе – некопаный колодец, третье – старому здоровье, четвёртое – разбитому связь (лучина, сок, веник и берёста);
- Накормить берёзовой кашей (весенняя обрядовая каша с берёзовыми почками на праздник берёзки; о битье розгами).

### В живописи
Во второй половине XIX века берёза, являясь олицетворением России и ее национальной самобытности, стала активно использоваться в изобразительном искусстве. Берёза  нашла свое место в творчестве таких великих пейзажистов, как Алексей Саврасов, Иван Шишкин, Архип Куинджи и Исаак Левитан. Эти художники, заложившие фундамент национального русского пейзажа, наделили берёзу глубоким символизмом: в языке цветов она обозначает кротость, обновление, устойчивость, посвящение и способность к приспособлению.

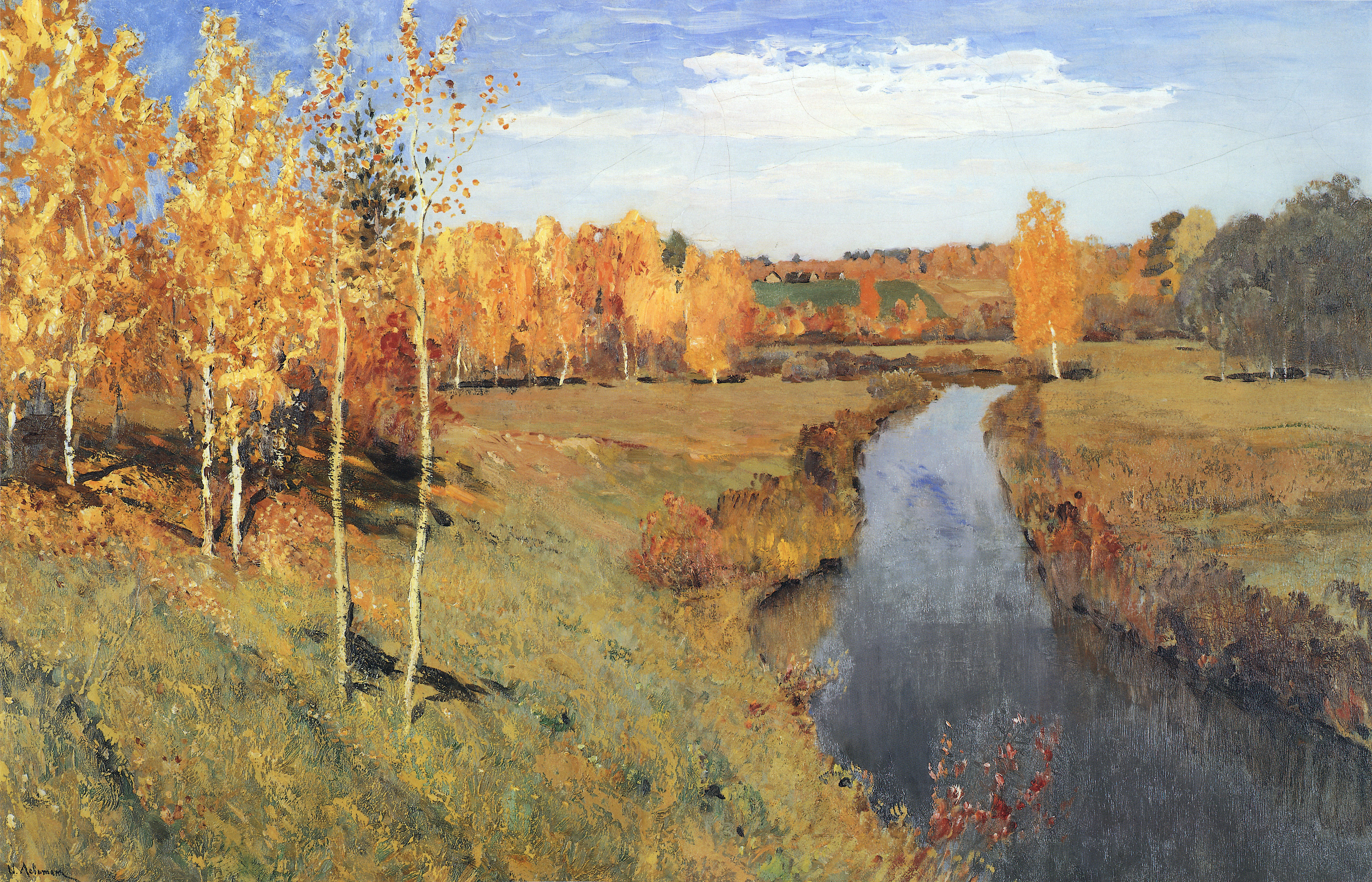
Исаак Левитан, «Золотая осень», 1895 г.
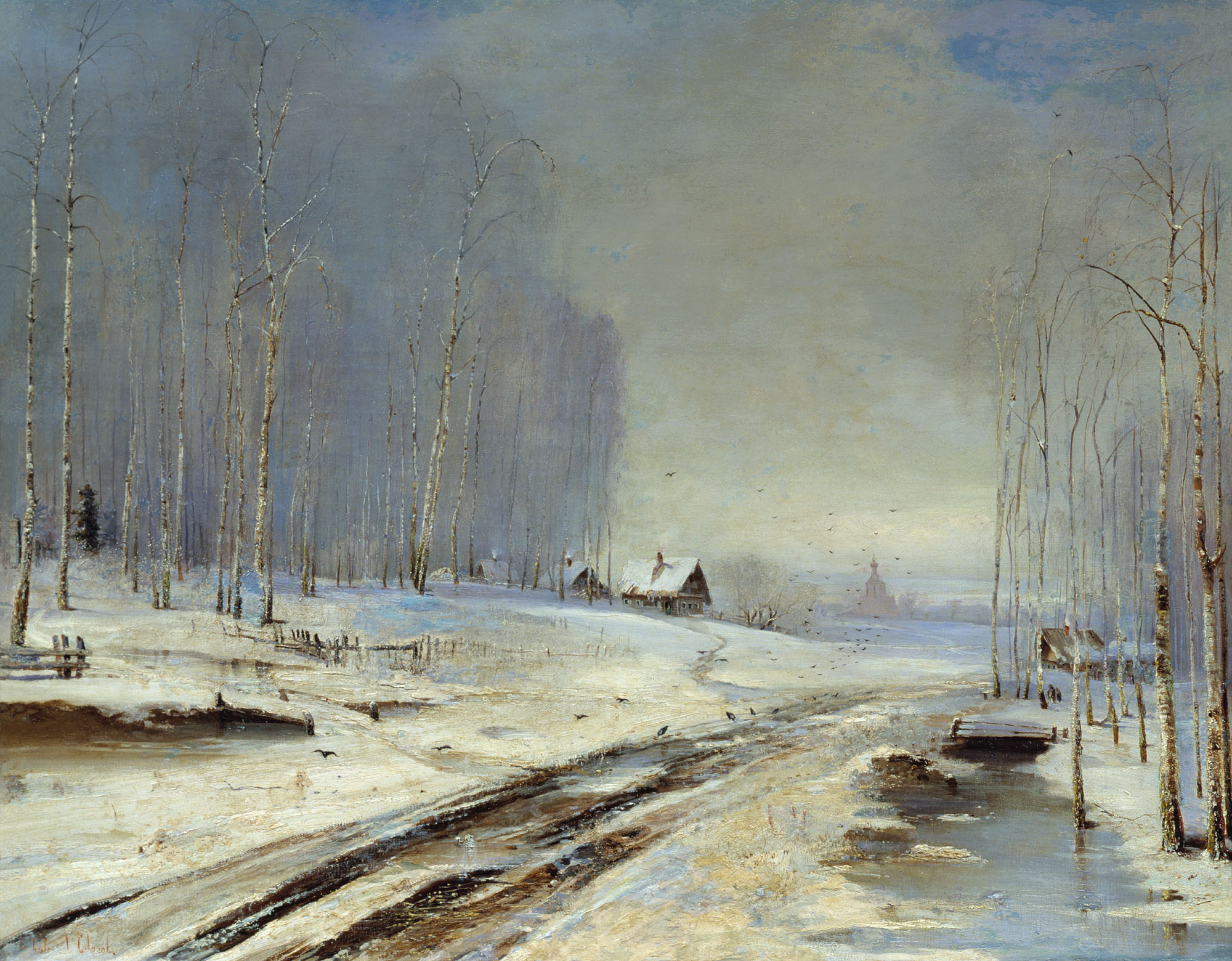
Алексей Саврасов, «Распутица», 1894
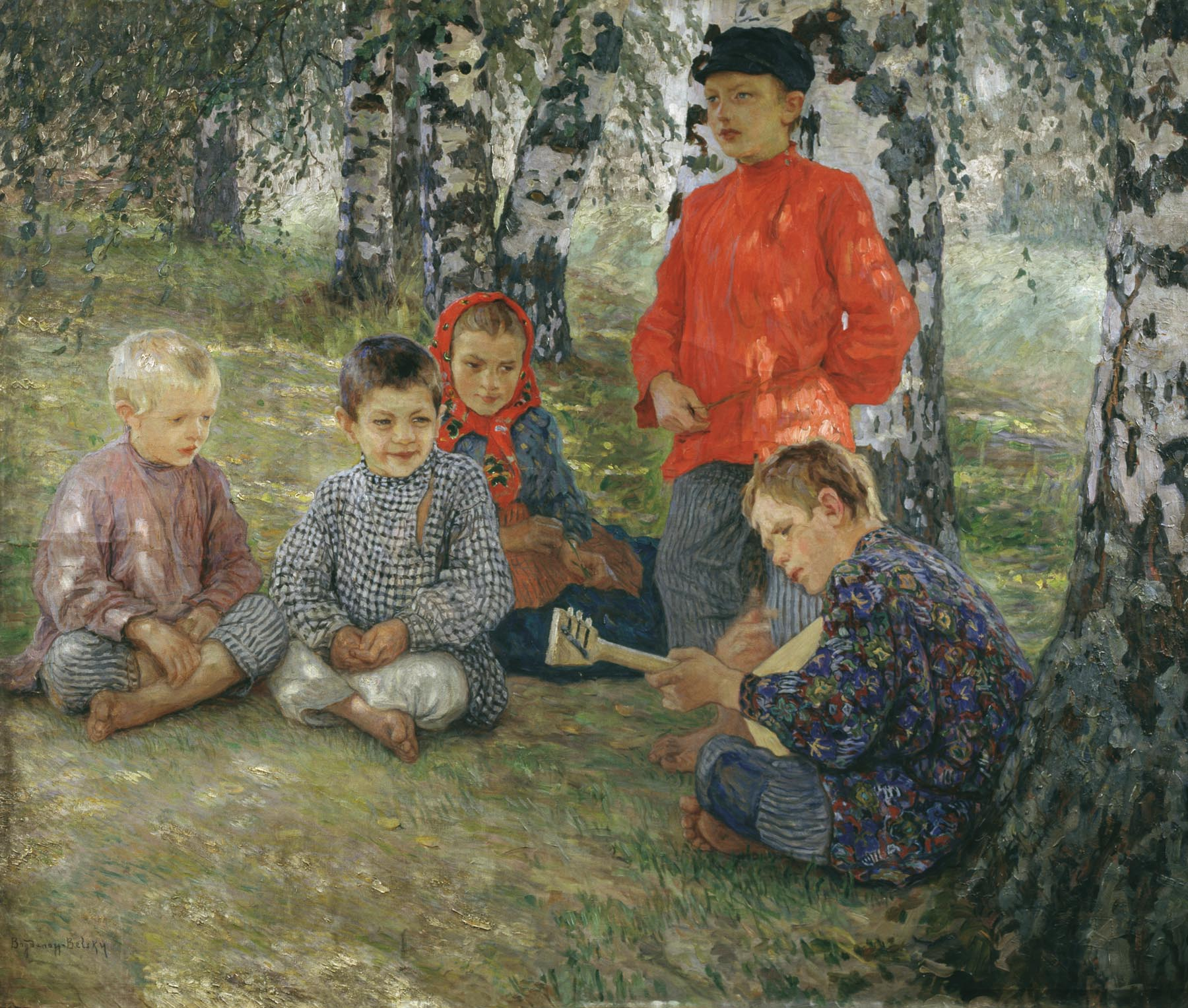
Николай Богданов-Бельский, «Виртуоз», 1891
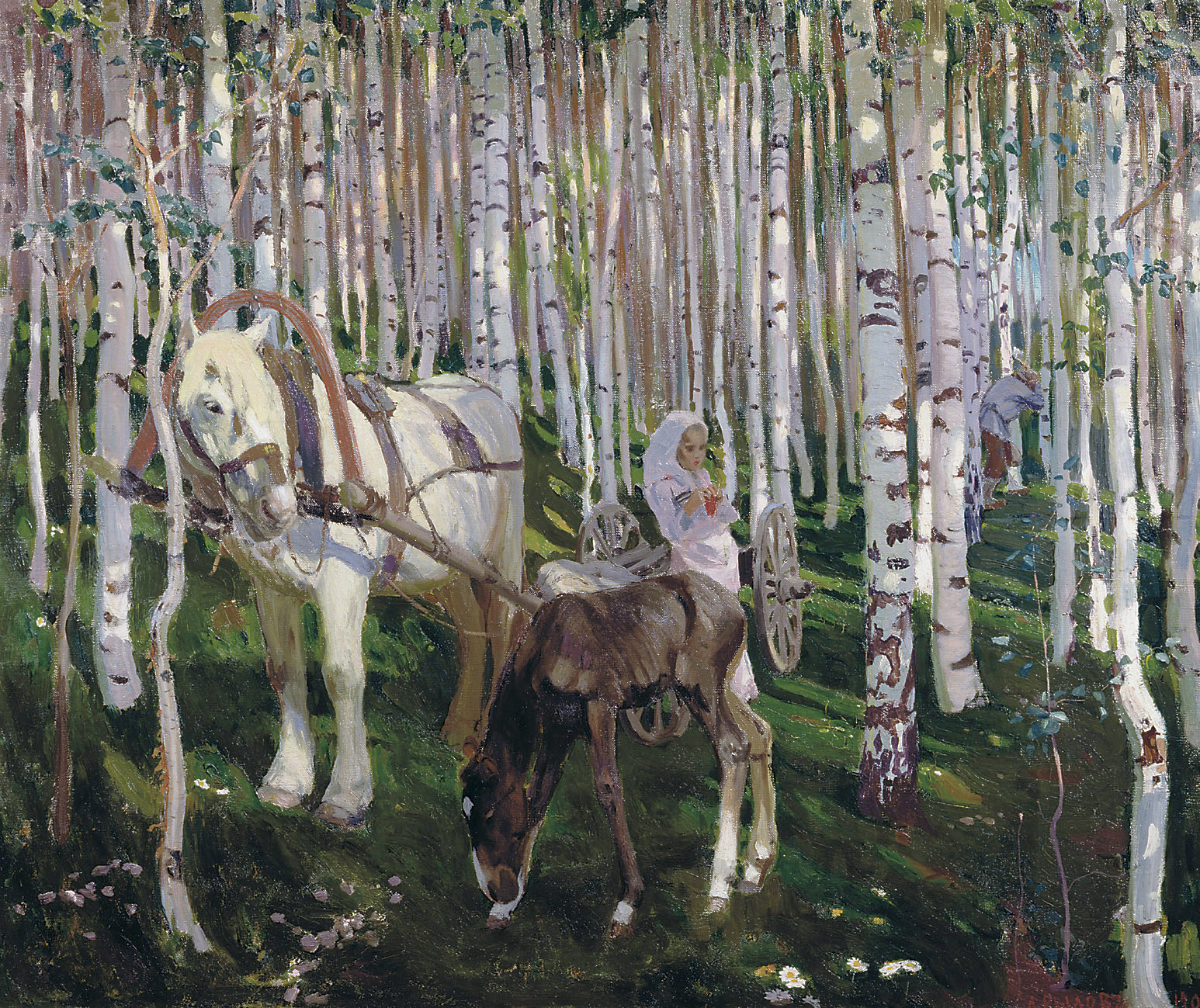
Аркадий Рылов, «В лесу», 1905

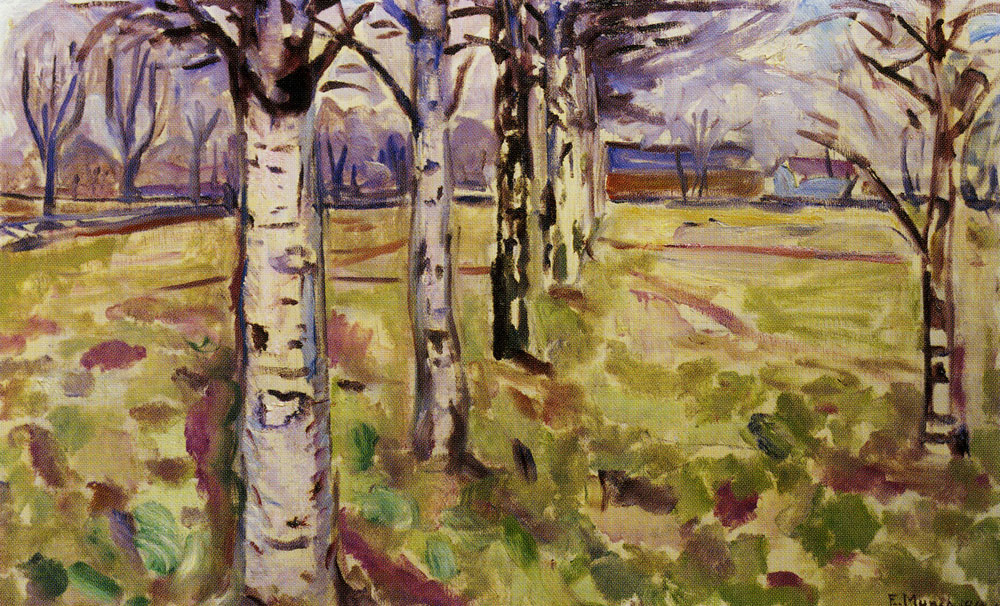
Эдвард Мунк, «Берёзовые стволы», 1914–1915 гг.
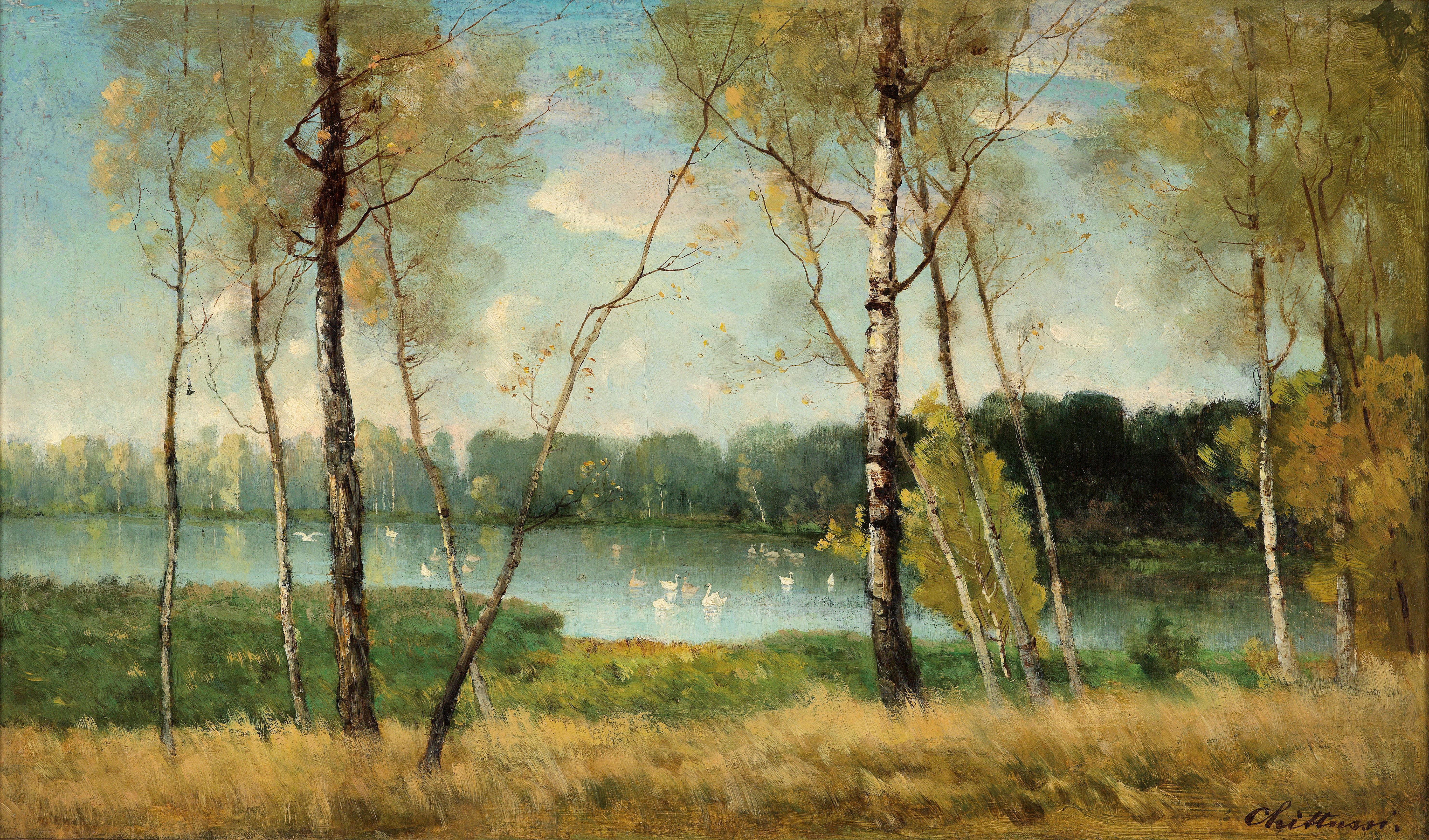
Антонин Хитусси, «Озеро в Эрменонвилле», 1882 г.
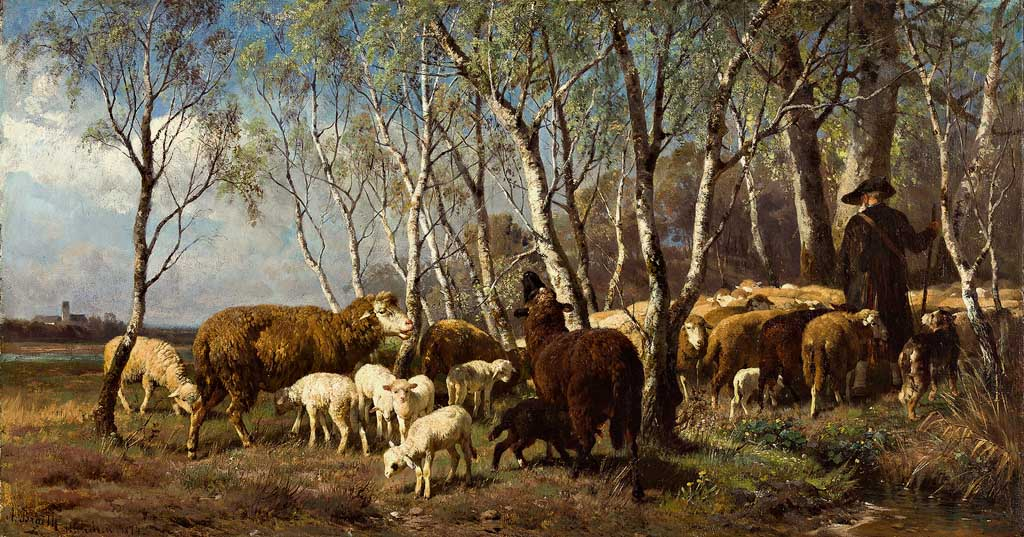
Антон Брайт, «Пастух со стадом», 1874 г.

### В геральдике
Берёза в геральдике является естественной фигурой и распространённым геральдическим символом. Чаще всего берёза присутствует в геральдике немецкоязычных стран и отчасти в чешской, реже — в российской. В германской геральдике берёза присутствует издревле — в гербах XII века берёза в основном изображалась в виде кустообразного дерева с золотой листвой и стволом либо серебряным, либо тоже золотым. В более поздних геральдических примерах (не только в немецкоязычных странах, но и в Швеции) берёза имеет более достоверный вид — зелёное кустообразное дерево с белым (серебряным) стволом, независимо от цвета поля щита. На чешских гербах практически не встречается изображение целого берёзового дерева, как правило, изображается берёзовый лист треугольной формы и зелёного цвета, притом естественной формы, а не стилизованный.

В российской геральдике у берёзы нет чёткого эмблематического вида, она изображается в виде дерева с кудреватой кроной зелёного цвета и с неясно очерченным чёрно-серым стволом.

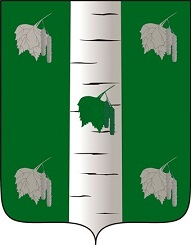
Герб Куйбышевского района (Калужская область, Россия)
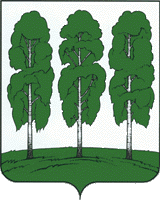
Герб Берёзовского района (ХМАО, Россия)
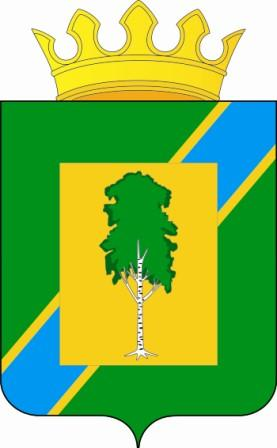
Герб Берёзовского района (Пермский край, Россия)
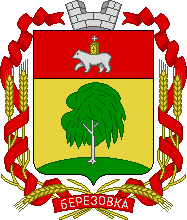
Герб Берёзовского сельского поселения (Пермский край, Россия)
Герб округа Яласъярви (Южная Похьянмаа, Финляндия)
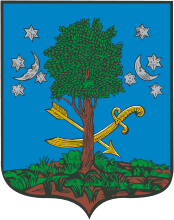
Герб посёлка Березна (Черниговская область, Украина)
Герб общины Карьялохья (Финляндия)

### В топонимике
Названия рек, деревень и оврагов, образованные от слова берёза, широко известны в славянской топонимике. Распространённым явлением является образование славянских гидронимов (по большей части рек) от названий деревьев, преимущественно от берёзы. Как правило, топоним (в основном ойконим) получал название из-за расположенного поблизости березняка. 
- В странах бывшего СССР: Берёза, Березино, Берёзка, Березки, Березники, Березняк, Березняки, Берёзовая, Березовка, Берёзово, Берёзовский, Берёзовское, Берёзовый[111];
  - В России (от рус. берёза) — города Березники, Берёзово[112];
    - В Республике Алтай (от алт. кайын) — село Удаловка (алт. Ала-Кайыҥ)[113];
    - В Республике Бурятия (от бур. бургааһан) — горный хребет Улан-Бургасы (бур. Улаан бургааhан)[114];

  - На Украине (от укр. береза) — остров и город Березань (укр. Березань), посёлки Березино (укр. Березине)[e], Березна (укр. Березна), Березнеговатое (укр. Березнегувате), река Березнеговатая (укр. Березнегувата), курорт Берёзовские минеральные воды (укр. Березівські мінеральні води) и другие[115];
  - В Беларуси (от бел. бяроза) — город Берёза (бел. Бяроза)[116];
- В Германии (от нем. breza) — община Брезен (нем. Breesen), район Фридланда Брезевиц[нем.] (нем. Bresewitz) и другие[117];
- В Польше (от нем. breza) — район Гданьска Брёсен[пол.][f] (нем. Brösen)[117].